# Aléria
Pour l’article homonyme, voir Aléria (piève).
Aléria est une commune française située dans la circonscription départementale de la Haute-Corse et le territoire de la collectivité de  Corse.
Implantée sur une butte au cœur de la Plaine orientale, à mi-chemin entre Bastia et Porto-Vecchio, Aléria tire l'essentiel de ses ressources de la culture fruitière et viticole intensive et du tourisme. La ville se trouve à proximité immédiate de l'embouchure du Tavignano, second fleuve de Corse, et de l'étang de Diane, principal pôle conchylicole de l'île.
La cité d'Aléria fut fondée au VIe siècle av. J.-C. sur le littoral oriental de la Corse. Sa situation face à la côte latine en fit le chef-lieu de la Corse romaine et une cité antique prospère, dont les vestiges constituent aujourd'hui un site archéologique majeur. Décimée au fil des siècles par les incursions barbaresques et le paludisme, Aléria a joué un rôle notoire dans l'histoire de la Corse comme siège épiscopal au Moyen Âge puis foyer d'opposition aux paolistes au XVIIIe siècle (symbolisé par le fort de Matra). Elle fut enfin le 22 août 1975, le théâtre des événements d'Aléria, acte fondateur du nationalisme corse contemporain.

## Géographie

Panorama de Cateraggio depuis la butte d'Aléria et le site antique avec le Tavignane.

### Situation
Aléria est au centre de la plaine orientale de Corse, souvent nommée plaine d'Aléria. À l'initiative de la collectivité territoriale de Corse, un nouveau territoire a été créé « la Costa Serena » ainsi nommée par les professionnels du tourisme. Idéalement située, au carrefour de la RT 50 (ex-RN 200) et de la RT 10 (ex-RN 198), Aléria est à 73 km de Bastia, 71 km de Porto-Vecchio et 48 km de Corte. Le bourg centre de "Cateraghju" est à 2,7 km de la plage de "Padulone" sur la mer Méditerranée . Le Tavignano, second fleuve de l'île, traverse la commune d'Ouest en Est sur environ 10 km et se jette dans la Tyrrhénienne au lieu-dit Padulone. Son littoral s'étend sur 12 km entre l'embouchure de l'étang de Diana au Nord et celle de l'étang d'Urbino au Sud. Les zones humides "del Sale" et de "Siglione" constituent un habitat privilégié pour de nombreuses espèces d'oiseaux, d'insectes et de petits mammifères. Son relief vallonné autorise de nombreuses cultures - vignes, céréales, arbres fruitiers et de l'élevage, essentiellement ovin et bovin. Avec Tallone et Linguizzetta, elle constitue le plus grand espace agricole de Corse.
Communes limitrophes

### Géologie et relief
La commune est en grande partie une plaine alluviale formée par le remaniement marin des alluvions du Tavignano dont les méandres sillonnent la commune au pied des hameaux de Rotani, A Vaccaghja, Calviani, U Cateraghju et U Forte d'Aleria, site de la ville antique, jusqu'à la mer Tyrrhénienne, au Sud de l'étang de Diane. La plaine, très riche durant la période gréco-romaine a semble-t-il été abandonnée à partir de la fin du Ve siècle. L'abandon de la ville antique (en raison peut être de la présence des Vandales, ce qui reste à démontrer sur le plan archéologique) qui a entrainé un défaut de drainage continu des terres et un probable réchauffement climatique, ont vu un fort développement du paludisme obérant ainsi toute possibilité de culture jusqu'au XXe siècle. L'assainissement de la plaine initié par les Génois aux XVIe et XVIIe siècles sans succès fut de nouveau entrepris à la fin du XIXe siècle grâce à la main-d'œuvre pénitentiaire sans plus de réussite malgré de gros travaux. C'est durant le deuxième conflit mondial que les Américains grâce au DDT, interdit de nos jours, ont jugulé la malaria en exterminant son vecteur, l'anophèle. Dès lors, la plaine redevint le jardin de la Corse et vit se développer la viticulture, les céréales (blé, maïs, luzerne, etc.), l'arboriculture (prunes, olives, amandes, kiwis, pommes, pêches, clémentines et oranges) et l'élevage (ovins et bovins).

#### La façade maritime
Toute la côte n'est qu'une bande de sable fin de douze kilomètres, entrecoupée seulement par l'embouchure du Tavignano. Les limites sont définies par deux graus :
- au Nord, le grau de l'étang de Diane qu'Aléria partage avec la commune de Tallone ;
- au Sud le grau de l'étang d'Urbino qui est sur la commune de Ghisonaccia. Seule la rive Nord de l'étang partant du grau jusqu'à l'embouchure du ruisseau de Frassone lui appartient.

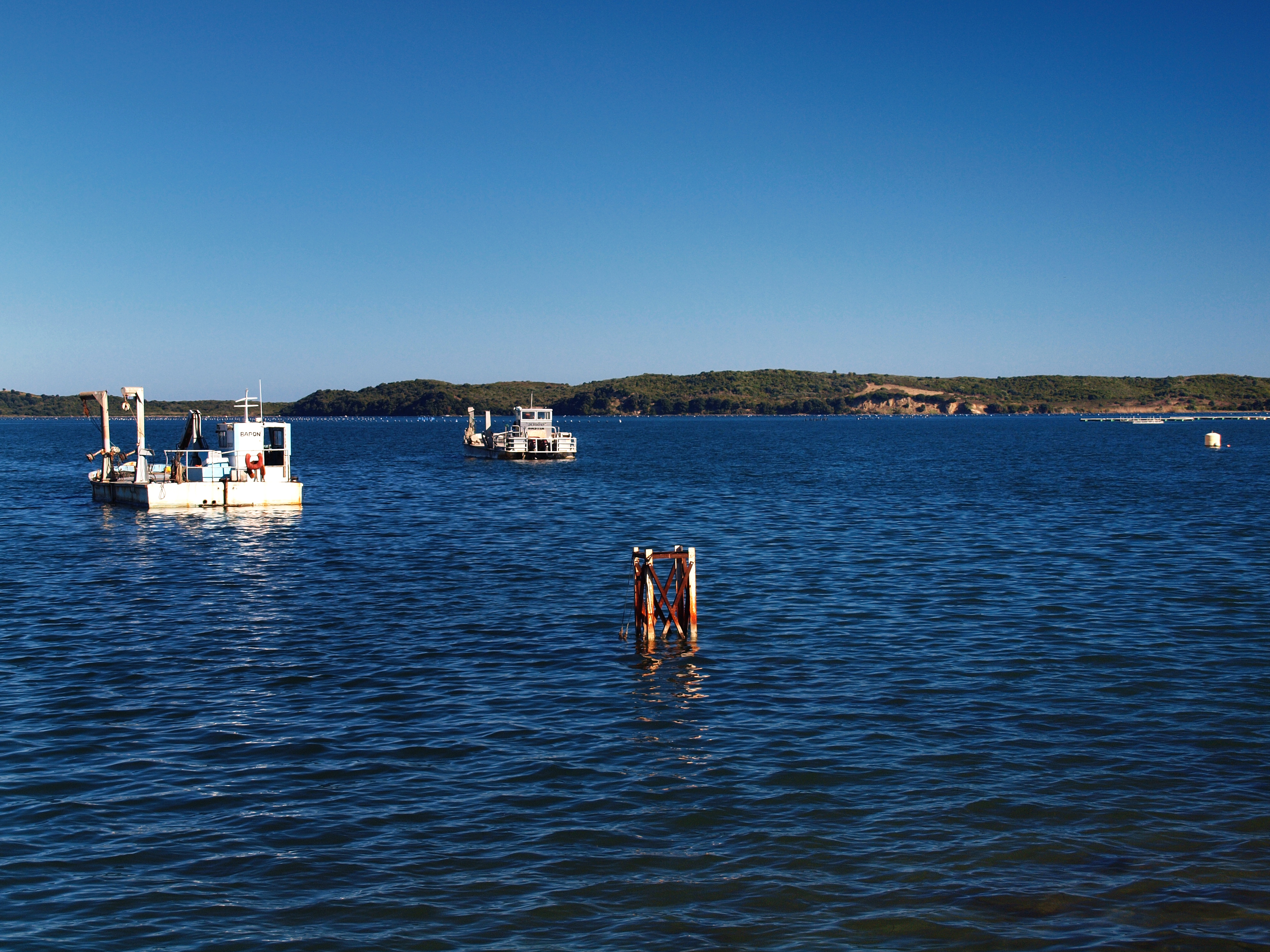
L'étang de Diane.

L'intérieur du littoral est en grande partie occupé par des étangs et des zones humides qui sont, du Nord au Sud : le marais de Padulone, le long et étroit étang del Sale (site naturel protégé) avec son canal d'assèchement se déversant dans le Tavignano à son embouchure, le marais de Siglione au Sud de Casabianda, enfin les Pozzi Brandinchi et Pozzi Piatti.

#### L'intérieur des terres
La commune s’étend sur les domaines agricoles environnants, du plan d’eau de Teppe Rosse au Sud-Ouest, à l’étang de Diana au Nord-Est et au pénitencier de Casabianda au Sud-Est. Quelques petites collines modèlent son relief dont celle de 59 m d'altitude, sur laquelle près du site néolithique de Terrina, a été bâtie l'antique "Alalia" par les Phocéens vers 565 av. J.-C.
Les limites de la commune sont définies depuis le Sud par une ligne partant du grau de l'étang d'Urbino, longeant la rive Nord jusqu'à l'embouchure du ruisseau de Frassone, le bas cours de ce ruisseau jusqu'à la RT 10 (ex-RN 198). De là, la ligne longe le bord Nord de cette nationale sur environ 600 mètres puis part sur Punta di Paldomo une petite colline haute de 54 m qui est « à cheval » à la fois sur Ghisonaccia, Aghione et Aléria. La ligne repart ensuite direction Nord-Ouest rejoindre la route D 343 qui relie la RT 10 (ex-RN 198) à la RT 20 (ex-RN 193) à Vivario (distance 43 km) via Pietroso, Vezzani et Muracciole. De la D 343, elle se dirige tout droit au Nord pour atteindre la partie occidentale du réservoir de Teppe Rosse, servant à l'irrigation de la plaine et passe par Punta San Giovanni (102 m) qui délimite les communes de Aghione, Antisanti et Aléria, jusqu'au ruisseau de Figamorella, et suit son cours jusqu'à la confluence avec le Tavignano. La ligne remonte le cours du fleuve jusqu'à la confluence du ruisseau de Barallo, remonte son cours jusqu'à proximité de Pointe Rondella (123 m - Tallone) à l'extrémité Nord de la commune. Cette ligne repart ensuite vers l'Est en passant par Pointe Baratto (97 m), Pointe di Rondelle (70 m), Punta Bianca (50 m), Puntallone, coupe la RT 10 d'où elle suit le cours du ruisseau de Pietroni jusqu'à l'étang de Diane et atteindre enfin le Sud de son grau, partageant l'étang avec Tallone.

### Hydrographie
La commune est traversée par le fleuve Tavignano qui achève ici sa course dans la mer. Le bourg Cateraggio (U Cateraghju qui signifie le vieux portail en corse) domine le fleuve au Nord légèrement en retrait de la côte.
Le littoral comporte plusieurs zones humides préservéees, et des plans d'eau littoraux : étang de Diane, marais del Sale, marais de Silione et Pozzi Piatti, mais aussi l'embouchure du Tavignano.

### Voies de communication et transport

#### Accès routiers
Aléria est située au carrefour des RT 50 (ex-RN 200) et RT 10 (ex-RN 198), leur jonction se faisant dans le bourg de Cateraggio. Ces deux nationales relient ainsi Aléria au Nord à Bastia, à l'Ouest à Corte au centre de l'île, et au Sud à Porto-Vecchio et Bonifacio. La côte orientale servant de parcours aux Italiens pour se rendre via la mer et la route, de l'Italie en Sardaigne, la RT 10 est empruntée par beaucoup de voyageurs devant se rendre dans l'île voisine.
La route D 43 permet de gagner les villages du canton de Vezzani en passant par le village haut perché d'Antisanti, distant de 21 km. La D 43 prend naissance à la RT 10, sous le fort d'Aléria. Elle peut être rejointe depuis la RT 50 en prenant la « route de l'ancienne voie ferrée », passant par le hameau de la Gare.
La ville d'Aléria est distante, par route, de :
- 28 km de Piedicorte-di-Gaggio ;
- 30 km de Moïta ;
- 31 km de Cervione ;
- 32 km de Pietra-di-Verde ;
- 33 km de Ventiseri ;
- 34 km de Ghisoni ;
- 34 km d'Isolaccio-di-Fiumorbo ;
- 44 km de Valle-d'Alesani ;
- 47 km de Corte ;
- 71 km de Porto-Vecchio ;
- 73 km de Bastia ;
- 83 km de Saint-Florent ;
- 99 km de Bonifacio ;
- 106 km d'Ajaccio ;
- 106 km de Sartène ;
- 108 km de L'Île-Rousse ;
- 109 km de Propriano ;
- 112 km de Rogliano ;
- 131 km de Calvi ;
- 133 km de Vico.

#### Transports
Aléria était autrefois desservie par une voie ferrée des chemins de fer de la Corse. La ligne de la côte orientale allait jusqu'à Ghisonaccia dans un premier temps, et fut prolongée jusqu'à Porto-Vecchio en 1935. Elle avait été ouverte le 17 juin 1888. Mais avec les importantes destructions subies durant la Seconde Guerre mondiale, la ligne ne devrait plus jamais desservir cette ville.
Un projet de la Collectivité territoriale de Corse serait de reconstruire une partie de cette ligne depuis la gare de Casamozza sur une dizaine de kilomètres jusqu'à Folelli.

## Urbanisme

### Typologie
Au 1er janvier 2024, Aléria est catégorisée bourg rural, selon la nouvelle grille communale de densité à sept niveaux définie par l'Insee en 2022.
Elle est située hors unité urbaine et hors attraction des villes,.
La commune, bordée par la mer Méditerranée, est également une commune littorale au sens de la loi du 3 janvier 1986, dite loi littoral. Des dispositions spécifiques d’urbanisme s’y appliquent dès lors afin de préserver les espaces naturels, les sites, les paysages et l’équilibre écologique du littoral, à l'image du principe d'inconstructibilité, en dehors des espaces urbanisés, sur la bande littorale des 100 mètres, ou plus si le plan local d’urbanisme le prévoit.

### Occupation des sols
L'occupation des sols de la commune, telle qu'elle ressort de la base de données européenne d’occupation biophysique des sols Corine Land Cover (CLC), est marquée par l'importance des territoires agricoles (65,7 % en 2018), néanmoins en diminution par rapport à 1990 (69,9 %). La répartition détaillée en 2018 est la suivante : 
terres arables (19,1 %), cultures permanentes (16,1 %), prairies (16,1 %), zones agricoles hétérogènes (14,4 %), milieux à végétation arbustive et/ou herbacée (12,7 %), eaux maritimes (6,3 %), forêts (5,8 %), zones humides intérieures (3,8 %), eaux continentales (1,9 %), zones urbanisées (1,6 %), mines, décharges et chantiers (0,5 %), espaces ouverts, sans ou avec peu de végétation (0,5 %), zones industrielles ou commerciales et réseaux de communication (0,4 %), espaces verts artificialisés, non agricoles (0,4 %), zones agricoles hétérogènes (14,4 %). L'évolution de l’occupation des sols de la commune et de ses infrastructures peut être observée sur les différentes représentations cartographiques du territoire : la carte de Cassini (XVIIIe siècle), la carte d'état-major (1820-1866) et les cartes ou photos aériennes de l'IGN pour la période actuelle (1950 à aujourd'hui).

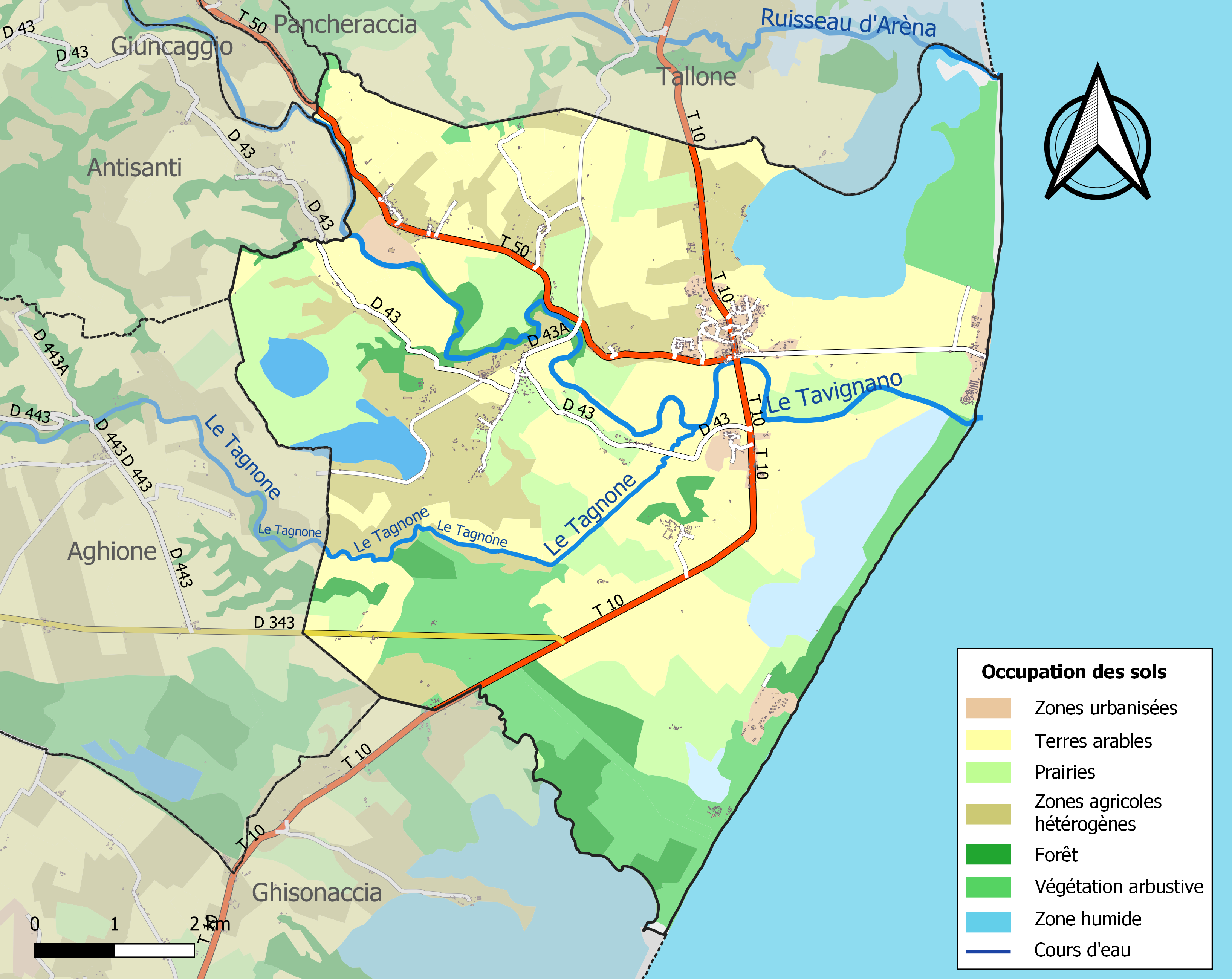
Carte des infrastructures et de l'occupation des sols de la commune en 2018 (CLC).

### Aléria

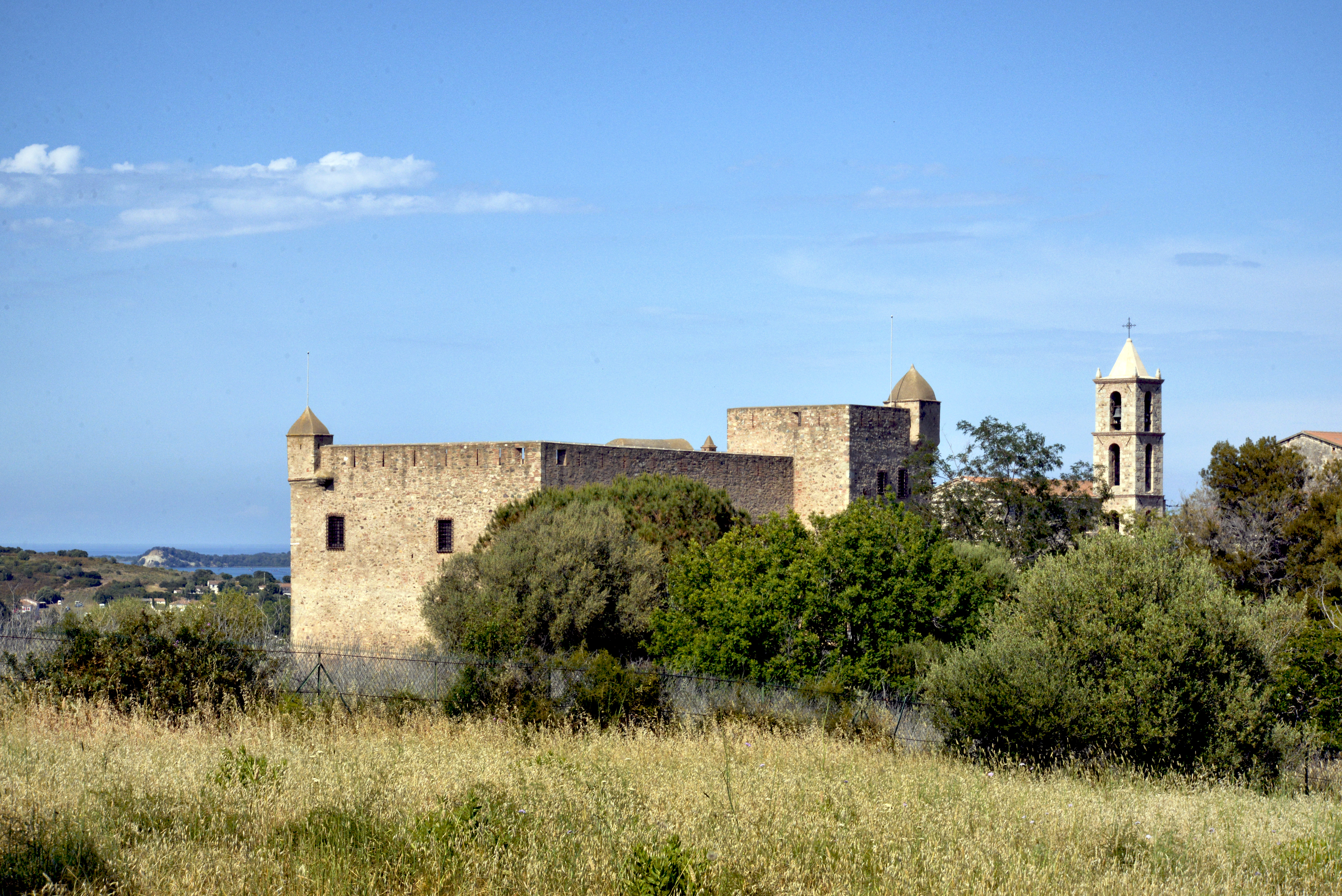
Le fort de Matra et le clocher de l'église San Marcello.

Aleria colonia : le village et fort d'Aleria, nom de lieu mentionné par Ptolémée dont l'emplacement est indiqué par les cartes topographiques.
Aléria est l'antique village devenu un pôle touristique et culturel d'importance dans la plaine orientale de l'île. Quelque peu retiré des anciennes maisons, le fort de Matra, du nom de la puissante famille qui régnait sur la piève de Serra au temps des Génois, visible à la ronde, en est le point fort. Il abrite depuis 1978 le musée d'archéologie Jérôme-Carcopino dans lequel sont exposés nombres d'objets et vestiges découverts, pour l'essentiel, lors de fouilles sur la nécropole préromaine de Casabianda.
En face du fort s'élève l'église paroissiale San Marcellu (Saint-Marcel), sans doute première cathédrale de Corse, probablement construite durant le IVe ou le Ve siècle de notre ère. Le légendaire Ugo Colonna l'aurait reprise aux barbaresques au IXe siècle. Un peu plus loin, proche des fouilles, se trouve le cimetière.

### Cateraggio

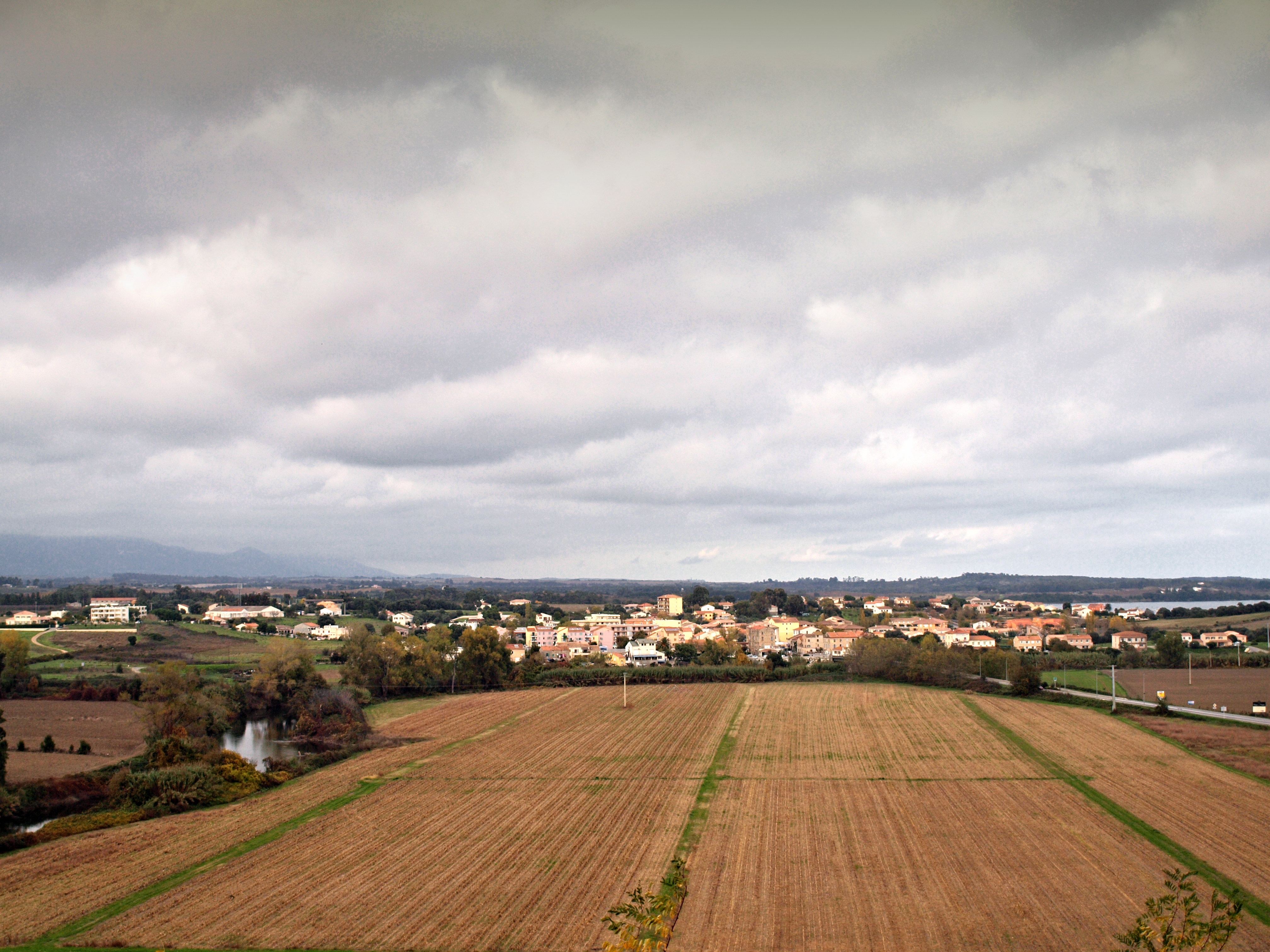
Vue de Cateraggio. Le Tavignane à gauche et la T 10 à droite

Le hameau de Cateraggio (U Cateraghju) à la croisée des RT 10 (ex-RN 198) et RT 50 (ex-RN 200), s'est développé rapidement depuis la fin du siècle dernier, devenant une agglomération active avec immeubles de logements et habitations nouvelles, des commerces de bouche en tous genres, banques, supermarché, station service, et des services publics de proximité, etc. Sa situation à un carrefour stratégique, permet de gagner rapidement Bastia, Corte et Porto-Vecchio qui se trouvent à des distances quasi équivalentes. « U Cateraghju » a supplanté U forte d'Aleria dans l'immédiat après guerre en raison des contraintes liées à la protection du site antique et à la plus grande disponibilité de terres constructibles au bord de la nationale.

### Casabianda
Casabianda est le nom donné au pénitencier et au grand domaine qui l'entoure, exploité par l'administration pénitentiaire. Familles du personnel et détenus semi-libres résident dans de grands bâtiments.
Domaine de Casabianda
Le domaine de Casabianda au Sud-Est, s’étend sur 1 800 ha. Il est occupé par une réserve naturelle et par un pénitencier modèle : expérience de travail en semi-liberté.

### Teppe Rosse et la Gare
Teppe Rosse et la Gare sont deux hameaux habités de la commune. Autrefois la voie ferrée des Chemins de fer de Corse Casamozza / Porto Vecchio traversait la commune et son tracé passait par l'actuel retenue/réservoir de Teppe Rosse qui sert aujourd'hui à l'irrigation des cultures environnantes. Depuis longtemps supprimée à la suite des destructions de la dernière guerre, la voie a disparue, les terrains et bâtiments ont été vendus. Le hameau de la Gare subsiste néanmoins, comme l'est également le hameau de Ghisonaccia-gare situé dans la plaine de la commune voisine de Ghisonaccia, où la voie ferrée a été déposée également à la même époque. Son tracé est maintenant occupé par une route.

## Toponymie
D'après le « Petit Dictionnaire des noms de lieux corses » de Marcel Rodié, en devenant colonie romaine Aléria a pu prendre son nom du nom propre Alerius. À l'époque grecque, elle portait un nom transcrit Alaliè (Hérodote) ou Alalia (Hérodien). Ce nom est à rapprocher de celui de Massalia, actuellement Marseille, autre ville de la Méditerranée occidentale fondée par les Phocéens, dont l'étymologie est indéterminée mais n'est vraisemblablement pas grecque. La comparaison des deux noms montre une terminaison commune qui aurait donc une signification particulière mais il est impossible d'en dire plus à ce sujet.

## Histoire
Si la cité d'Aléria existe depuis le VIe siècle av. J.-C., la commune d'Aléria n'a été créée qu'en 1824, avec des terres prises à Tallone, Zuani, Vivario et Muracciole.

### Préhistoire
Les premiers signes d’occupation du plateau d’Aléria par l’homme remontent au VIe millénaire av. J.-C. Du néolithique à l’âge du fer, les habitants des environs vivent d’élevage et d’agriculture, de pêche dans les étangs voisins, exploitant peu à peu les ressources naturelles, et développant la métallurgie.

### Antiquité
Vers 565 av. J.-C. les Phocéens chassés d’Asie Mineure par les Perses auraient fondé Alalia, à l’emplacement actuel d’Aléria. Il n'existe cependant à ce jour aucun témoignage archéologique permettant d'accréditer cette version : pas le moindre tesson  céramique datable de cette période n'a été trouvé, mais il est certain que la Corse est entrée en contact avec les autres civilisations méditerranéennes, par le commerce notamment. La cité est peuplée de familles d’immigrés grecs. Les autochtones ne viennent en ville que pour commercer mais voient leurs habitations refoulées vers les hauteurs et les forêts. Les Phocéens qui introduisent en Corse la culture de la vigne de l’olivier et du blé (des céréales étaient néanmoins déjà connues), importent amphores et céramiques, développent les arts, la littérature, construisent des édifices en dur, des rues et des places, élèvent un temple.
Les Étrusques s'installent dans l'opulente Alalia. Dans les années 1960-1970, 179 tombes de culture étrusque ont été dégagés, datées entre 500 et 259 av. J.-C, puis 130 autres lors de fouilles débutées en 2018. L'influence de cette civilisation fait d'Aléria la capitale de l'île, statut qu'elle conserve jusqu'à la fin de l’Antiquité. Plus tard, les Carthaginois s’allient à eux pour la bataille navale d'Alalia qui eut lieu au large de la cité ou devant les ports étrusques de Cisra.
Des populations étrusques et carthaginoises cohabitent dans la cité, avec des Grecs. Elle attire plus tard les ambitions de Rome.
« À cette époque Aléria se trouvait sur les bords de la mer, comme l'indique Ptolémée, et la bande de dunes, d'environ deux kilomètres, qui aujourd'hui la sépare du rivage, est due à un continuel sur-exhaussement du sol ». En vérité le rivage était plus près d'une centaine de mètres du village. En attestent les vestiges du port de commerce trouvés au sud du Tavignano à 150 ou 200 mètres de la mer.
Alalia est prise par les Romains en 259 av. J.-C. et devient Aléria. Après la conquête de l’île, un fort de légionnaires y est établi par Sylla. Auguste promeut la ville au rang de colonie qui devient capitale de la Corse : le procurateur de l’empereur y réside dans un palais. « La colonie d'Aléria fondée par Sylla au profit de ses vétérans, comprenait la vaste plaine d'Aléria ; bâtie sur l'emplacement de la colonie phocéenne d'Alalia, près de Rotani, elle se trouvait au centre de la région la plus fertile de l'île et devint un évêché de très bonne heure ».
Le consul Lucius Cornélius Scipion avait vite pris conscience du rôle stratégique occupé par Aléria qui pouvait servir aussi bien de base opérationnelle idéale d'un corps expéditionnaire pouvant en deux jours de marche atteindre l'emplacement actuel de Corte, véritable pivot de la défense intérieure, ou pour se porter rapidement sur toutes les autres villes maritimes.
Avec le temps Aléria prend des allures romaines : on y trouve un forum romain, un prétoire, des villas, des boutiques, un temple, des thermes et des égouts. Pour sept siècles, elle constitue le centre de la forte romanisation de la Corse et un grand port d’exportation de granite, de minerais, d’huile et de liège.
À proximité de la ville les romains disposent d'un port de guerre situé sur la côte même ou dans l'étang de Diana : Dianæ portus. « Bons cavaliers et bons fantassins, les Corses étaient aussi d'excellents marins. La flotte de Misène avait deux stations dans l'île, l'une à Aléria et l'autre à Mariana. Le commandement de la flottille était exercé par un triérarque des galères », comme l'indique Tacite,.

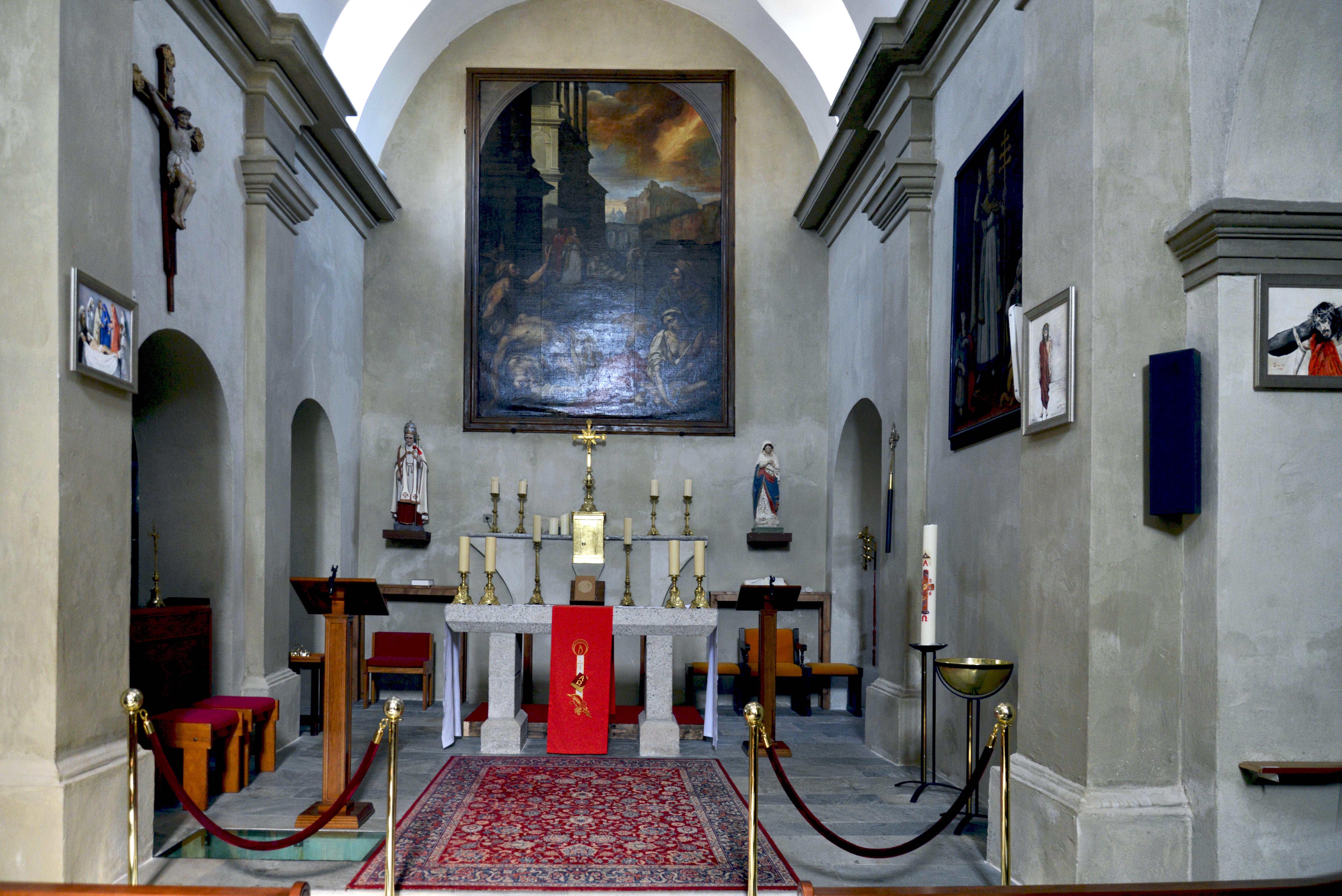
Chœur de l'église paroissiale San Marcello.

On ne peut assurer que la christianisation s’y soit déroulée très tôt. C'est néanmoins très certainement à partir d'Aleria que se développa une première vague de prosélytisme, sans doute durant le IVe siècle , avec la création de la première cathédrale de Corse dédiée à san Marcellu. Cette dernière, sans doute située entre la maison « Caminati » et l'actuelle église fut détruite et reconstruite à de multiples reprises.

### Moyen Âge
À la chute de Rome, vers le Ve siècle, les Vandales qui déferlent sur la Corse rasent la ville. Apportant avec eux les germes de la malaria, ils rendent la présence humaine impossible sur la plaine d’Aléria pour les siècles à venir.
Le Samedi saint 809, les Maures d'Espagne abordèrent en Corse et enlevèrent toute la population d'une ville, à l'exception de l'évêque et de quelques vieillards trop débiles pour trouver des acheteurs sur les marchés d'esclaves, dit dom Bouquet. Le chroniqueur Pietro Cirneo dira que cette ville était Aléria et ajouta : « Les habitants d'Aléria, pour se mettre à l'abri de ces invasions incessantes, jugèrent à propos de chercher un refuge les uns à Serra (Serra était une pieve comprenant vers 1520 les lieux habités de Zuani, Zalana, Ampriani, Pianellu Matra et Moïta), d'autres à Alesani, d'autres à Campoloro, dans les domaines qu'ils tenaient de leurs aïeux ».
En 935, la vieille colonie d'Aléria était devenue un des principaux boulevards des Sarrasins. « Les premiers corsaires qui la prirent, la saccagèrent de fond en comble, mais lorsque le nombre de leurs compatriotes s'accrut, ils durent chercher à relever les ruines romaines et à s'y établir. Passionnés pour les courses de taureaux et les luttes d'hommes, il ne serait pas extraordinaire qu'ils eussent rebâti, ou même seulement restauré l'amphithéâtre. De ses proportions toutes mesquines, on peut conclure que la population d'Aléria était très faible, à l'époque où il fut construit, car je ne suppose pas qu'il ait jamais pu contenir plus de deux mille spectateurs ». Cette vision de Mérimée ne repose sur rien de tangible, mais les fouilles conduites par Jean et Laurence Jehasse ont révélé des vestiges à l'intérieur même de l'arène, qui pourraient remonter au Moyen Âge (période génoise ?). Des investigations archéologiques futures pourraient apporter des éléments de réponse.
Au début du XIe siècle, probablement après la bataille de Luni (1016), des seigneurs toscans ou génois, sans mandat du Saint-Siège, passent en Corse et, aidés par les populations chrétiennes, chassent les musulmans du Nebbio, de la Balagne, de Mariana et d'Aleria. Par un traité conclu, au mois d'avril 1020, entre l'Empereur Henri II et le pape Benoît VIII, la Corse est reconnue au Saint-Siège. Soit par négligence, soit par impuissance, les papes paraissent ne pas s'être occupés de la Corse avant 1077,.
En 1077, le Saint-Siège revendique ses droits de suzeraineté sur la Corse. Il envoie des seigneurs pisans achever la conquête de l'île. En 1091, sur les instances de la comtesse Mathilde, la Corse est donnée en fief par Urbain II à l'évêque de Pise, moyennant un cens annuel et sous la condition qu'il resterait fidèle à l'Église Romaine.
En 1347, ayant obtenu le consentement des seigneurs et des populations, les Génois décident l'occupation entière de l'île. En 1359, le territoire compris entre Brando et Aléria, Corte et la mer, qui s'est libéré du joug féodal, s'allie à la commune de Gênes.
Au XVe siècle, les Génois tentent vainement de relever la ville et construisent un fort. La famille de Matra en a le commandement jusqu'au XVIIIe siècle. En 1736, Francesco Saverio Matra à la tête des insurgés y reçoit Théodore de Neuhoff, alors que les Corses de l’intérieur luttent pour se libérer de Gênes. Vingt ans plus tard, son fils se brouillera avec Paoli et s'alliera de nouveau aux Génois.

### Temps modernes
L’histoire de la ville n’est pas bien connue ensuite. Elle restera néanmoins jusqu'à l'époque française un des cinq évêchés corses, même si à partir de 1578 les évêques d'Aléria résident à Cervione. En 1729 lors des premiers soulèvements contre Gênes, l'évêque d'Aléria est Mgr Camillo de Mari.
Aléria fera partie des pièves d'Opino, de Serra puis de Rogna. Avec la Révolution, les pièves deviennent en 1790 des cantons. La piève de Serra devient le canton de Serra, puis en 1828 le canton de Moïta.
En 1824 la commune d'Aléria est créée avec des terres prises à Moïta, Pianello et Zuani. Son territoire sera modifié plus tard.

### Époque contemporaine
Le repeuplement des lieux est enfin possible après la Seconde Guerre mondiale, grâce à l’assainissement de la plaine par l’armée américaine.
- En 1954 le canton de Moïta comprend les communes d'Aléria, Ampriani, Matra, Moïta, Pianello, Tallone, Zalana et Zuani.
- Entre 1971 et 1973 de nouveaux cantons sont créés. Le canton de Moïta-Verde est créé avec la fusion imposée des anciens cantons de Pietra-di-Verde et Moïta.

#### Les évènements d’Aléria
En 1957 est créée par l'État français la SOMIVAC (Société pour la Mise en Valeur de la Corse) qui fait aménager un vignoble dans la plaine orientale d'Aléria. Elle attribue de nombreux lots de terrains aux nouveaux rapatriés d'Algérie venus s'installer en Corse : en 1964-1965, 75 % des terres sont attribuées à des pied-noirs dont quelques-uns plantent des cépages non sélectionnés, pratiquent la chaptalisation et vendent du vin frelaté. L'inculpation de grands négociants frauduleux provoque une campagne de presse qui aboutit au boycottage des vins corses, menaçant plus de 500 producteurs viticoles corses. Les nationalistes corses dénoncent ces colons producteurs détenant la majorité du vignoble corse, voulant le récupérer au profit de petits producteurs insulaires.
Durant le mois d'août 1975, lors du congrès de l'Action régionaliste corse (ARC) à Corte, les propos de son leader Edmond Simeoni inquiètent le préfet de Corse qui prévient le 17 août sa hiérarchie d'une prochaine action d'éclat du mouvement. Le choix des responsables politiques du mouvement se porte sur un site agricole, dans un contexte de soupçons d'escroquerie quant à la fabrication et la commercialisation du vin par des rapatriés d'Algérie. Simeoni l'a promis aux militants les plus radicaux, dont Pierre Poggioli, Léo Battesti ou Alain Orsoni, récemment exclus de l'ARC, mais invités au congrès : rendez-vous à Aléria le 21 août.
Le 21 août 1975, une douzaine d'hommes occupent la ferme d'un viticulteur pied-noir d'Aléria, Henri Depeille. Sous la direction d'Edmond Simeoni et de son frère Max, ils entendent dénoncer le régime fiscal et financier dérogatoire dont bénéficient les producteurs récemment arrivés, au détriment des producteurs insulaires de souche. Le leader de l'ARC) fait connaître les raisons de ce coup de force en ces termes :

« Il s'agit de dévoiler le scandale des vins mettant en cause le propriétaire de la cave et plusieurs de ses amis négociants. Après avoir bénéficié de prêts exorbitants pour son installation, les responsables des caves vinicoles ont mis sur pied une énorme escroquerie de plusieurs milliards d'anciens francs, au préjudice de petits viticulteurs locaux. »

Dès le début de la prise d'armes, les militants nationalistes renvoient la famille Depeille, et prennent en otage quatre travailleurs immigrés - en leur versant tout de même leur salaire de la journée. La cave Depeille a été choisie plutôt que celle d'Infantes à Borgo, parce que l'une n'est pas gardée et l'autre oui. Ce premier groupe de militants nationalistes, armé de fusils de chasse, est rejoint par d'autres militants au cours de la journée, accompagnés d'armes de poing — et aussi au moins d'un fusil mitrailleur. Le responsable militaire est Marcel Lorenzoni.
Michel Poniatowski, ministre de l'Intérieur, alors premier représentant du gouvernement (le président Giscard d'Estaing et le Premier ministre Chirac étant en vacances) annonce « un commando d’hommes armés de fusils mitrailleurs, et commandé par le docteur Edmond Simeoni, s’est emparé ce matin, avec des personnes à l’intérieur […] ». Il mobilise en réaction 1 200 gendarmes mobiles, des CRS, six hélicoptères Puma, une frégate de la marine nationale et même des blindés, principalement utilisés pour restreindre l'accès au site. La route nationale est barrée par les troupes des forces de l'ordre, qui empêchent d'autres militants nationalistes de rejoindre le groupe dirigé par les frères Simeoni. Seuls quelques dizaines d'hommes, gendarmes et CRS, cernent directement la propriété de la cave, appuyés par des blindés de la gendarmerie.
De leur côté, les militants exhibent les otages. L'assaut des forces de l'ordre débute à 16 heures le 22 août : un militant (Pierrot Susini) a le pied arraché par une grenade lacrymogène, deux gendarmes (le maréchal des logis chef Michel Hugel, 36 ans, et le gendarme Jean-Yves Giraud, 20 ans) sont tués par une seule et même balle. Afin de gagner du temps, le commando nationaliste déguise certains de ses membres pour les faire passer pour des touristes retenus en otage. Afin d'éviter un drame plus important, Edmond Simeoni se rend le 22 août avec certains de ses camarades. D'autres militants, refusant la reddition, réussissent à prendre la fuite par les vignes ou par la route. Simeoni et ses amis sont laissés libres de rentrer chez eux, tandis que la foule de leurs partisans finit par venir incendier les restes de la ferme et des bâtiments viticoles. Toute la nuit à Bastia ont lieu de violents affrontements. La ville est alors sous état de couvre-feu et occupée par des blindés de l'armée et des gendarmes mobiles. L'ARC est dissoute le 27 août, par décision du conseil des ministres ; dans l'émeute qui suit à nouveau à Bastia, un CRS est tué par un militant nationaliste. Edmond Simeoni est condamné en 1976 à cinq ans de prison, dont trois avec sursis ; ses compagnons à des peines plus légères. Le 19 novembre 1975, les viticulteurs Depeille, Siegel, Junqua, Cuaz frères, ainsi que le groupe COVIREP sont condamnés pour infraction aux lois sur les sociétés et pour banqueroute. En mai 1976, quelques semaines après la condamnation de Simeoni, des indépendantistes, dont d'anciens membres du commando d'Aléria, annoncent la création du Front de libération nationale corse, en lançant la première Nuit bleue corse : cette crise a marqué le point de départ du durcissement du nationalisme corse « Ces trois minutes qui ébranlèrent la Corse » marquent le point de départ de la radicalisation du nationalisme corse. Le drame d’Aléria jette également l’opprobre sur les finances et la politique locale, et portera même un grave préjudice aux vins corses.
Le 22 août 2014, une stèle de verre commémorative est inaugurée à proximité de l’endroit où s'est déroulé l'assaut. En septembre 2014, sort en librairie la bande dessinée Aléria 1975, réalisée par Frédéric Bertocchini et Michel Espinosa aux éditions DCL, grâce à de nombreux témoignages de ceux qui étaient présents lors des événements. Le second volume est publié au printemps 2015. Une édition intégrale voit également le jour en 2015.

## Politique et administration

### Liste des maires
| Période                                  | Période                | Identité               | Étiquette       | Qualité |
| ---------------------------------------- | ---------------------- | ---------------------- | --------------- | --- |
| Les données manquantes sont à compléter. |                        |                        |                 | |
| 1879                                     | 1880                   | Saveriu Matra          |                 | |
| Les données manquantes sont à compléter. |                        |                        |                 | |
| 1919                                     | ?                      | Hilaire Rinieri        |                 | Propriétaire-agriculteur                                                                                         |
| Les données manquantes sont à compléter. |                        |                        |                 | |
| mars 1971                                | 1986                   | Xavier Carlotti        | DVD             | Propriétaire Conseiller général de Pietra-di-Verde (1958 → 1973) Conseiller général de Moïta-Verde (1973 → 1976) |
| 1986                                     | juin 1995              | Vincent Carlotti       | PS              | Ingénieur agronome et ingénieur en informatique Conseiller général de Moïta-Verde (1976 → 1988)                  |
| juin 1995                                | avril 2024 (démission) | Ange Joseph Fraticelli | RPR puis UMP-LR | Agriculteur Conseiller général de Moïta-Verde (1988 → 2015)                                                      |
| mai 2024                                 | En cours               | Jean-Claude Franceschi | DVG             | Gérant de société, ancien adjoint Président de la CC de l'Oriente                                                |

## Population et société

### Démographie

#### Évolution démographique
L'évolution du nombre d'habitants est connue à travers les recensements de la population effectués dans la commune depuis 1831. Pour les communes de moins de 10 000 habitants, une enquête de recensement portant sur toute la population est réalisée tous les cinq ans, les populations de référence des années intermédiaires étant quant à elles estimées par interpolation ou extrapolation. Pour la commune, le premier recensement exhaustif entrant dans le cadre du nouveau dispositif a été réalisé en 2007.

En 2022, la commune comptait 2 239 habitants, en évolution de +1,5 % par rapport à 2016 (Haute-Corse : +5,15 %, France hors Mayotte : +2,11 %).
| 1831 | 1836 | 1841 | 1846 | 1851 | 1856 | 1861 | 1866  | 1872  |
| ---- | ---- | ---- | ---- | ---- | ---- | ---- | ----- | ----- |
| 97   | 42   | 75   | 75   | 57   | 75   | 791  | 1 450 | 1 636 |

| 1876  | 1881  | 1886 | 1891 | 1896 | 1901 | 1906 | 1911 | 1921 |
| ----- | ----- | ---- | ---- | ---- | ---- | ---- | ---- | ---- |
| 1 412 | 1 634 | 588  | 623  | 760  | 740  | 786  | 722  | 836  |

| 1926 | 1931 | 1936 | 1946 | 1954 | 1962 | 1968  | 1975  | 1982  |
| ---- | ---- | ---- | ---- | ---- | ---- | ----- | ----- | ----- |
| 793  | 791  | 780  | 734  | 907  | 778  | 1 913 | 2 885 | 2 410 |

| 1990  | 1999  | 2006  | 2007  | 2012  | 2017  | 2022  | - | - |
| ----- | ----- | ----- | ----- | ----- | ----- | ----- | - | - |
| 2 022 | 1 966 | 2 002 | 2 007 | 2 191 | 2 162 | 2 239 | - | - |

#### Pyramide des âges
La population de la commune est relativement jeune.
En 2018, le taux de personnes d'un âge inférieur à 30 ans s'élève à 30,3 %, soit en dessous de la moyenne départementale (31,4 %). À l'inverse, le taux de personnes d'âge supérieur à 60 ans est de 26,2 % la même année, alors qu'il est de 29,2 % au niveau départemental.
En 2018, la commune comptait 1 136 hommes pour 1 030 femmes, soit un taux de 52,45 % d'hommes, largement supérieur au taux départemental (48,96 %).
Les pyramides des âges de la commune et du département s'établissent comme suit.
| Hommes | Classe d’âge | Femmes |
| ------ | ------------ | ------ |
| 0,3    | 90 ou +      | 1,6    |
| 6,5    | 75-89 ans    | 8,4    |
| 17,9   | 60-74 ans    | 17,8   |
| 25,7   | 45-59 ans    | 20,0   |
| 21,0   | 30-44 ans    | 19,9   |
| 12,6   | 15-29 ans    | 15,2   |
| 16,0   | 0-14 ans     | 17,1   |

| Hommes | Classe d’âge | Femmes |
| ------ | ------------ | ------ |
| 0,8    | 90 ou +      | 1,9    |
| 9,1    | 75-89 ans    | 11     |
| 18,9   | 60-74 ans    | 19     |
| 20,4   | 45-59 ans    | 20,4   |
| 18,6   | 30-44 ans    | 18,7   |
| 16,5   | 15-29 ans    | 15,1   |
| 15,6   | 0-14 ans     | 14     |

## Économie

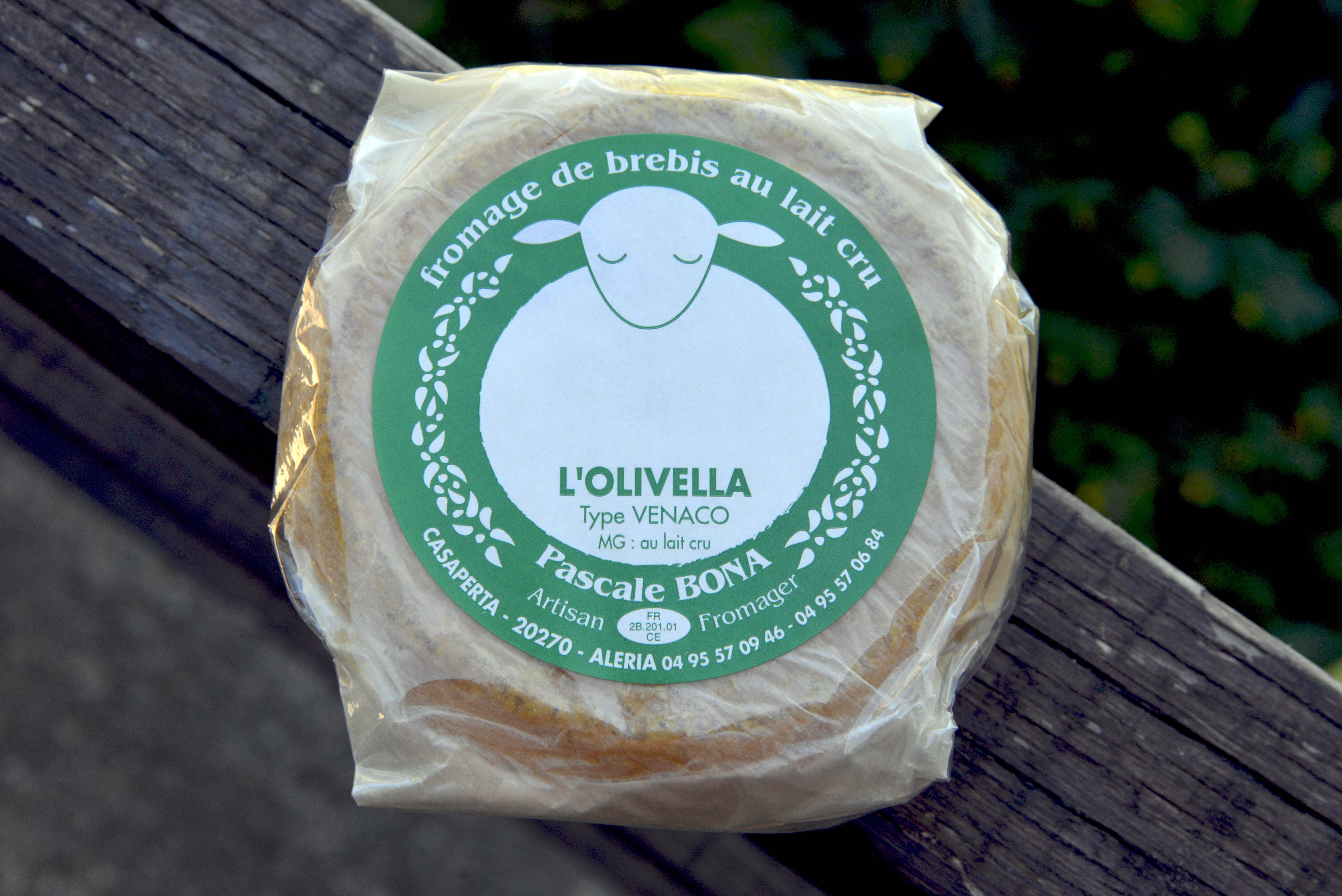
Fromage "L'Olivella" d'un artisan fromager à Casaperta.

Le climat et la fertilité des terres environnantes ont permis à la plaine d’Aléria d'être depuis toujours le cœur de la production corse par son agriculture et son pastoralisme :
- le maraîchage ;
- l’élevage ovin et bovin est également répandu autour d’Aléria ;
- l’arboriculture : agrumes, fruits tropicaux (kiwis, feijoas, jojobas, avocats) ;
- les plantations céréalières et fourragères ;
- la viticulture. La cave coopérative d'Aleria (Union de Vignerons de l'île de Beauté) est la plus importante de l'île avec une surface plantée de 1 500 ha répartis entre Aléria, Tallone et Aghione, et une production de 80 000 hl dont 17 000 hl d'A.O.C.[40].
- le domaine Mavela, distillerie artisanale, produit tous ses alcools à base de fruits et d'agrumes provenant de la région, elle véhicule ainsi l'image d'Aléria et de la Corse à travers sa cave de produits locaux ; charcuterie, confiture, miel, biscuits, et ses circuits de distribution ;
- l’étang de Diana donne un nouvel essor à l’économie grâce à la pisciculture, à la conchyliculture et à la mytiliculture. Une partie de la production est expédiée en Italie, l'autre est commercialisée dans toute l'île, toute l'année.

Le tourisme prend de l’importance. L'appellation Costa Serena apparaît désormais sur les brochures indiquant le contraste qui existe entre le littoral oriental serein (plages de sable en pente douce) et la côte occidentale abrupte, rocheuse et tourmentée. Aléria a l'avantage de posséder de grandes plages de sable fin qui attirent un grand nombre d'estivants. Dans son projet de développement touristique, la commune a acquis en mai 2010 l'ancien village-vacances de Casabianda, un espace de 11 ha au Sud du domaine de Casabianda qui n'était plus exploité depuis une dizaine d'années par son créateur, le Comité des œuvres sociales, sportives et culturelles de l'administration pénitentiaire.

## Culture locale et patrimoine

### Lieux et monuments

#### Site archéologique de la ville antique d'Aléria
Le site archéologique d'Aléria comprend :
- un rempart de la période grecque (actuellement non accessible) ;
- la nécropole pré-romaine ;
- les vestiges de l’ancienne cité romaine ;
- une villa romaine, partiellement mis au jour (depuis 1965).

Les constructions urbaines constituent le premier ensemble antique corse avec :
- forum ;
- portiques ;
- temple ;
- nymphée ;
- maisons et boutiques ;
- balneum et mosaïques ;
- établissement industriel ;
- voirie…

La Collectivité Territoriale de Corse en est propriétaire et projette un aménagement conséquent du site, avec un centre d'interprétation. De nombreuses pièces (mobilier, céramiques, monnaies, sculptures, bronzes…) se trouvent cependant aujourd’hui au Musée départemental d'archéologie Jérôme Carcopino, bénéficiant du label « Musée de France ».
Le site archéologique est classé Monument historique par arrêté du 18 décembre 1990.

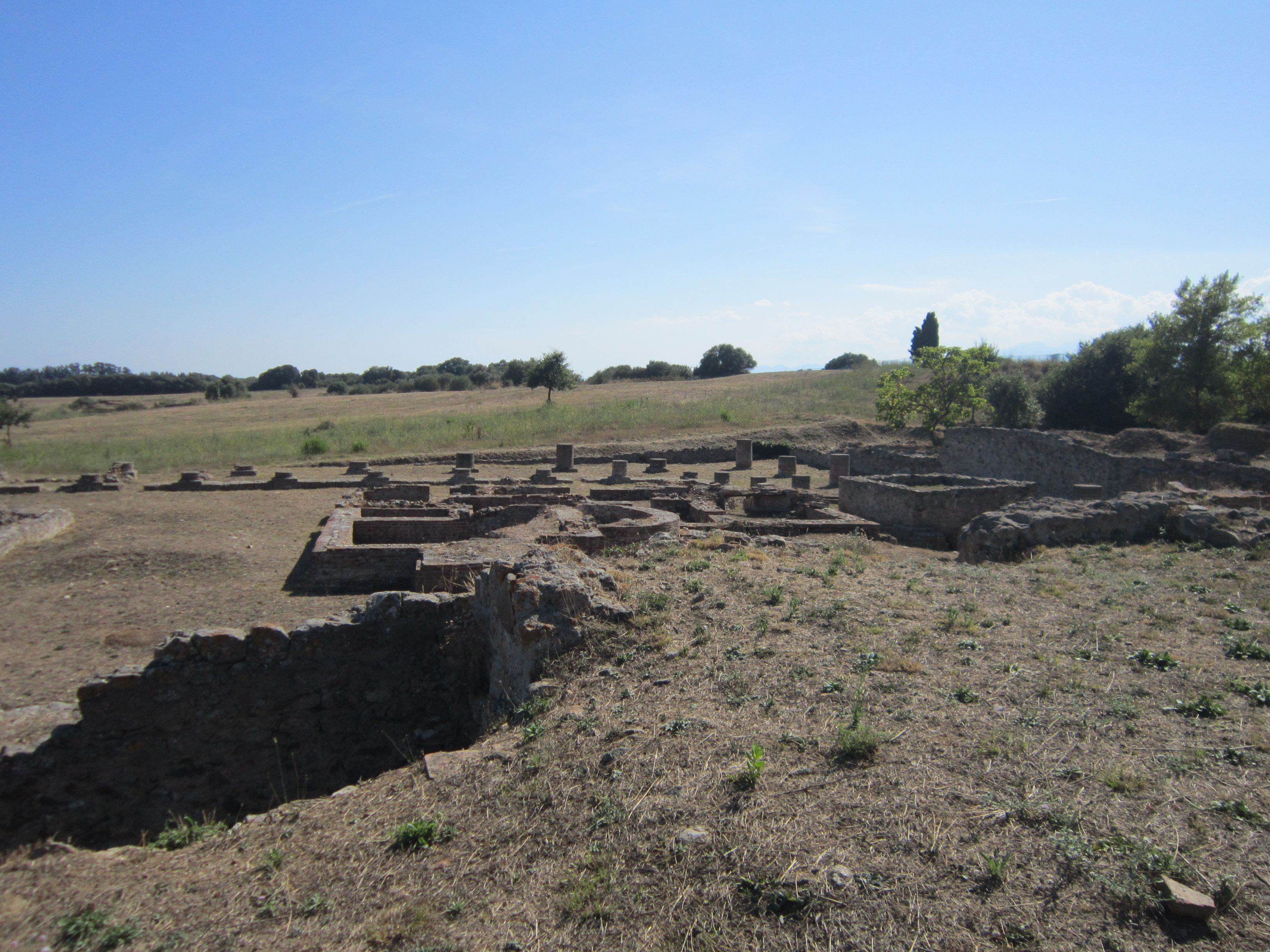
Ruines de la ville antique d'Aléria.
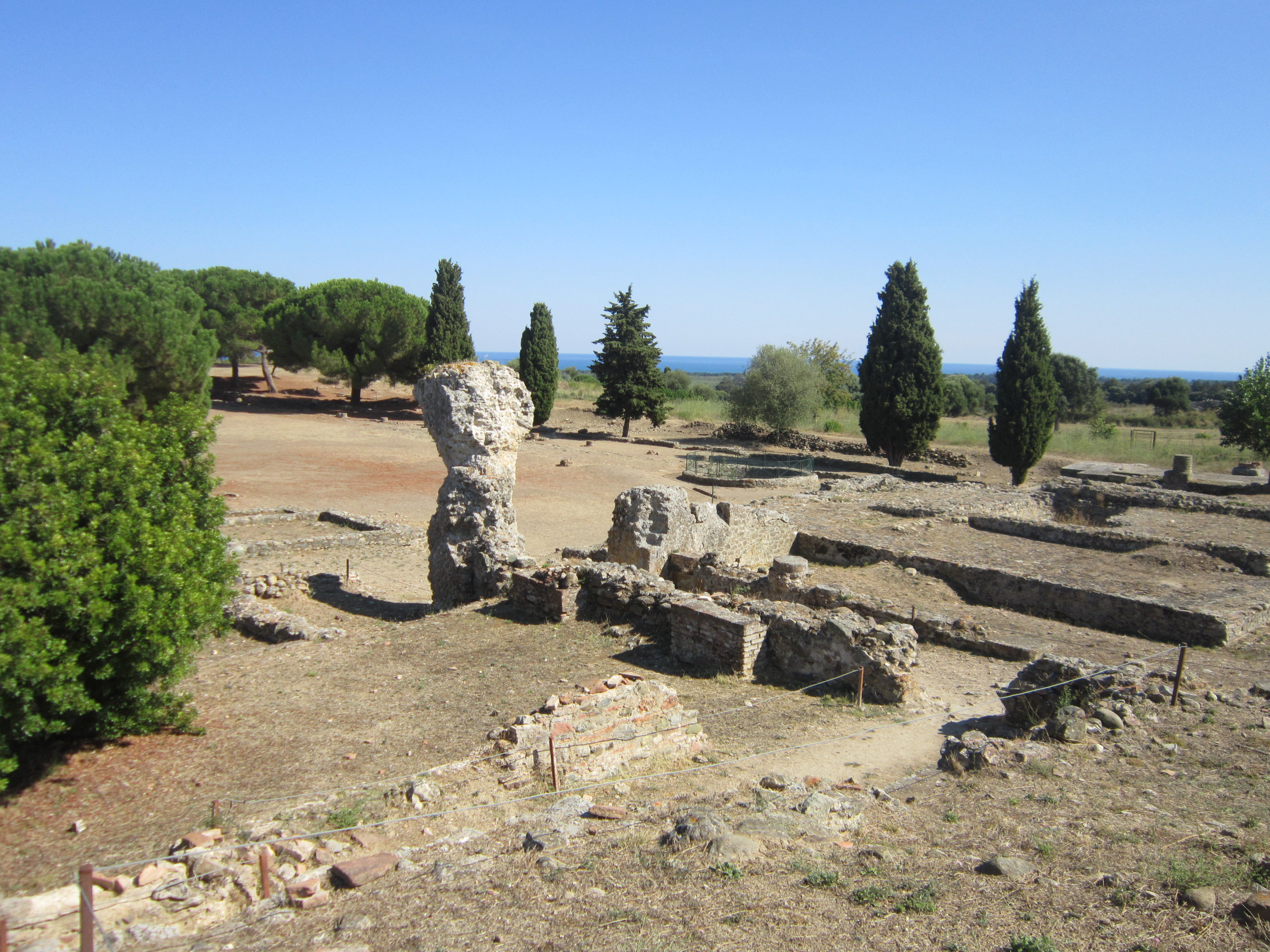
Ruines de la ville antique d'Aléria.
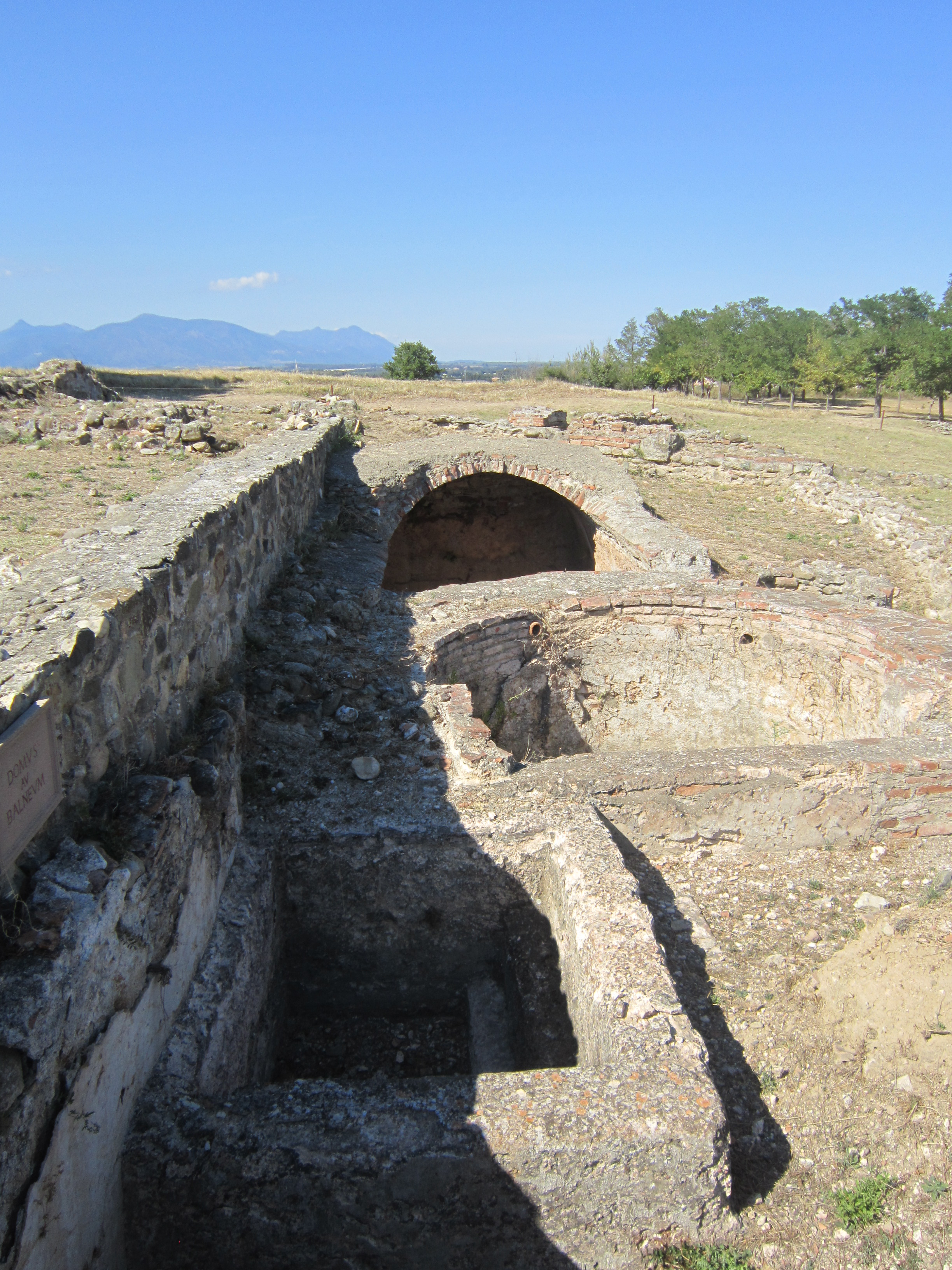
Ruines de la ville antique d'Aléria.
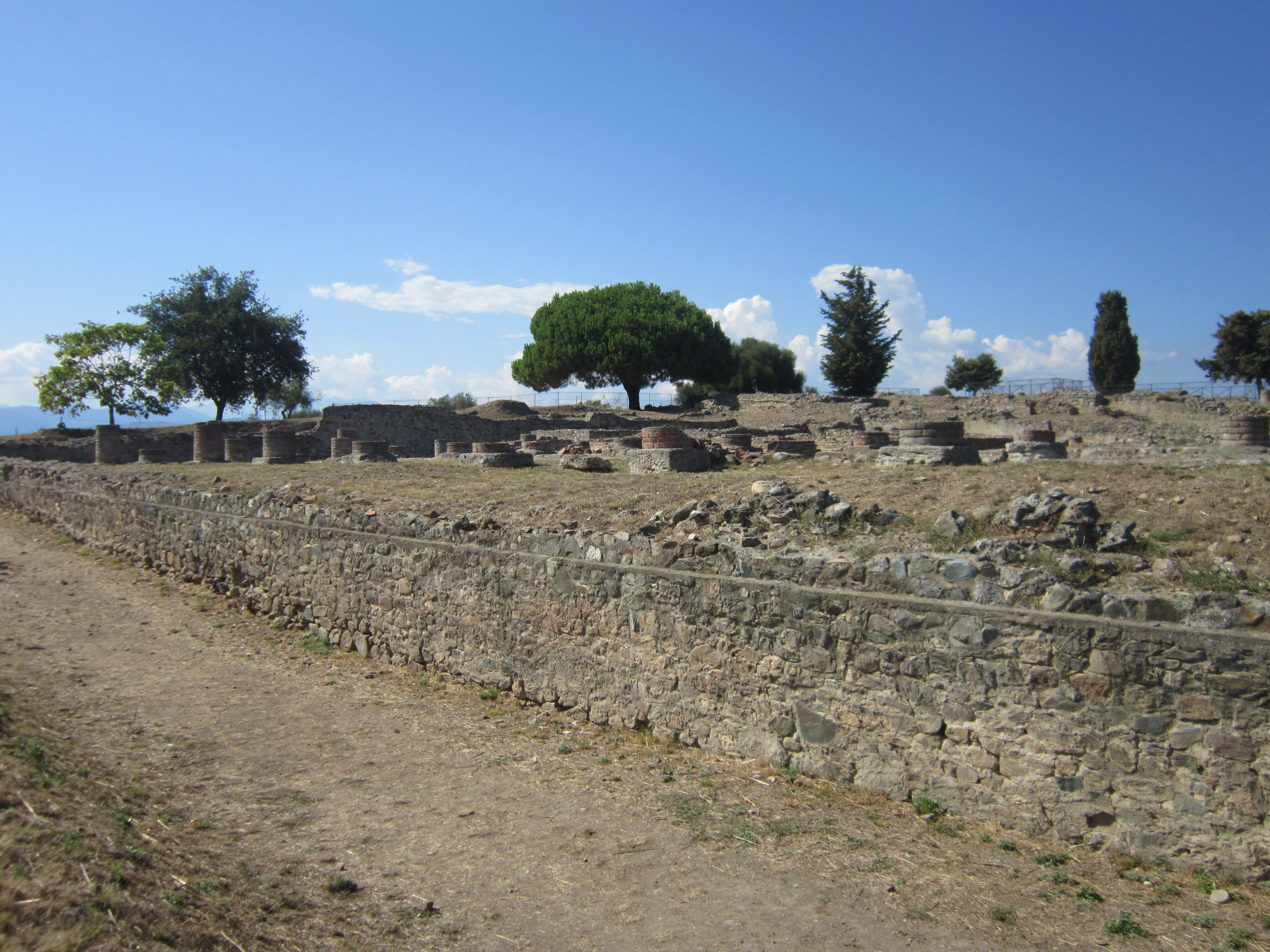
Ruines de la ville antique d'Aléria.
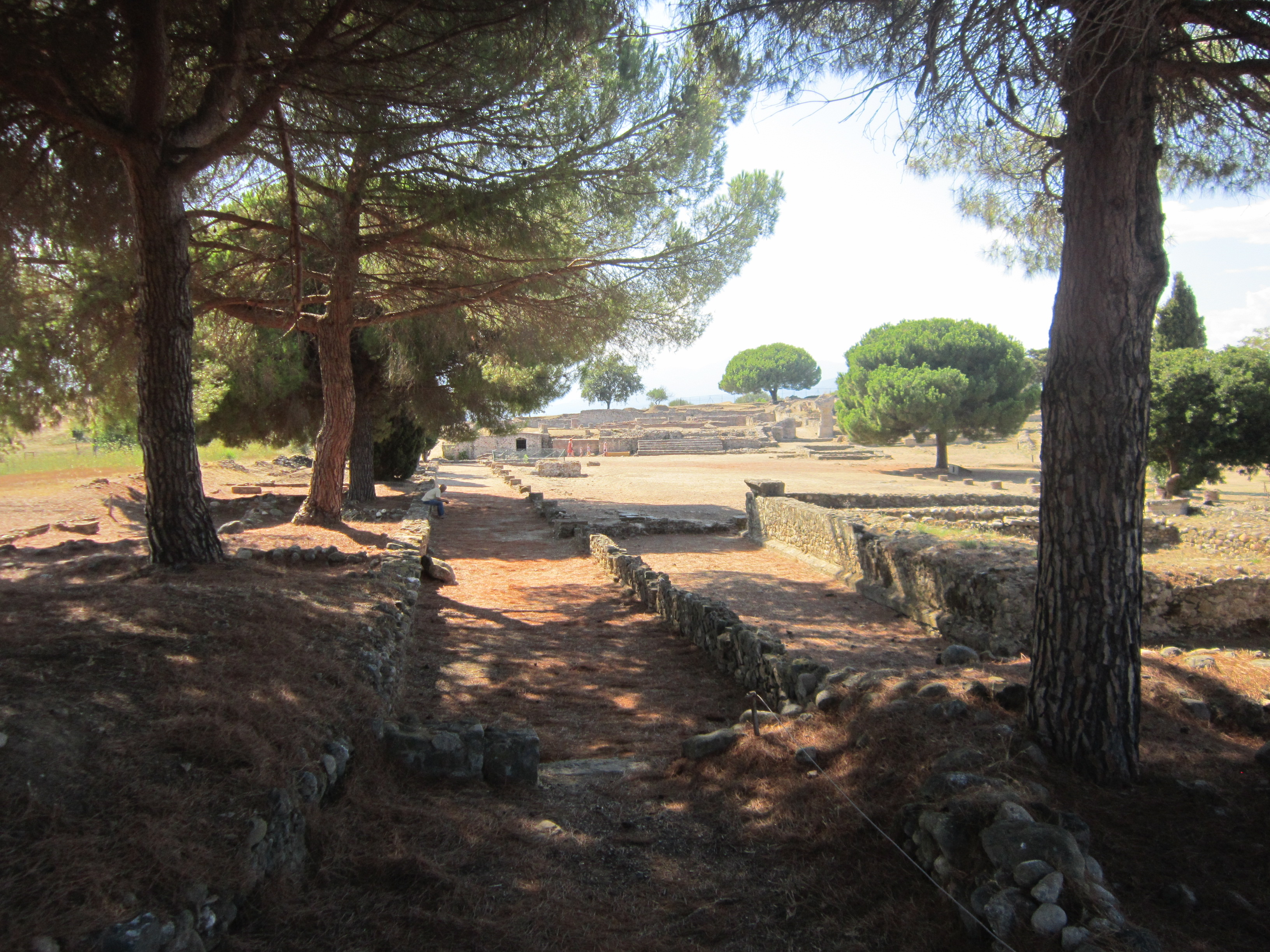
Ruines de la ville antique d'Aléria.

Le site a fait l'objet de nombreuses recherches historiques et archéologiques. Parmi ces chercheurs, le baron Henri Aucapitaine, capitaine d’Infanterie et Étienne Michon, chartiste, fils d'un propriétaire "continental" local.

##### Vestiges de la nécropole préromaine et villa romaine
Ces vestiges antiques qui se trouvent à Mattonata, Casabianda et Lavandagio, recèle une nécropole classée au titre des Monuments historiques par arrêté du 30 novembre 1972.

##### Thermes romains dits de Santa Laurina
Les ruines des thermes romains du site archéologique d'Aléria datent du IIe siècle. Il pourrait s'agir à l'origine d'une [[mensio]] placée en bordure de la voie romaine. Geneviève Moracchini y a mené des investigations. Elle y a vu également les vestiges d'une basilique paléo-chrétienne.
Propriétés d'une personne privée, ces vestiges sont d'un grand intérêt archéologique et sont inscrites Monument historique par arrêté du 23 janvier 2007, modifié par arrêté du 12 novembre 2007.

#### Fort de Matra

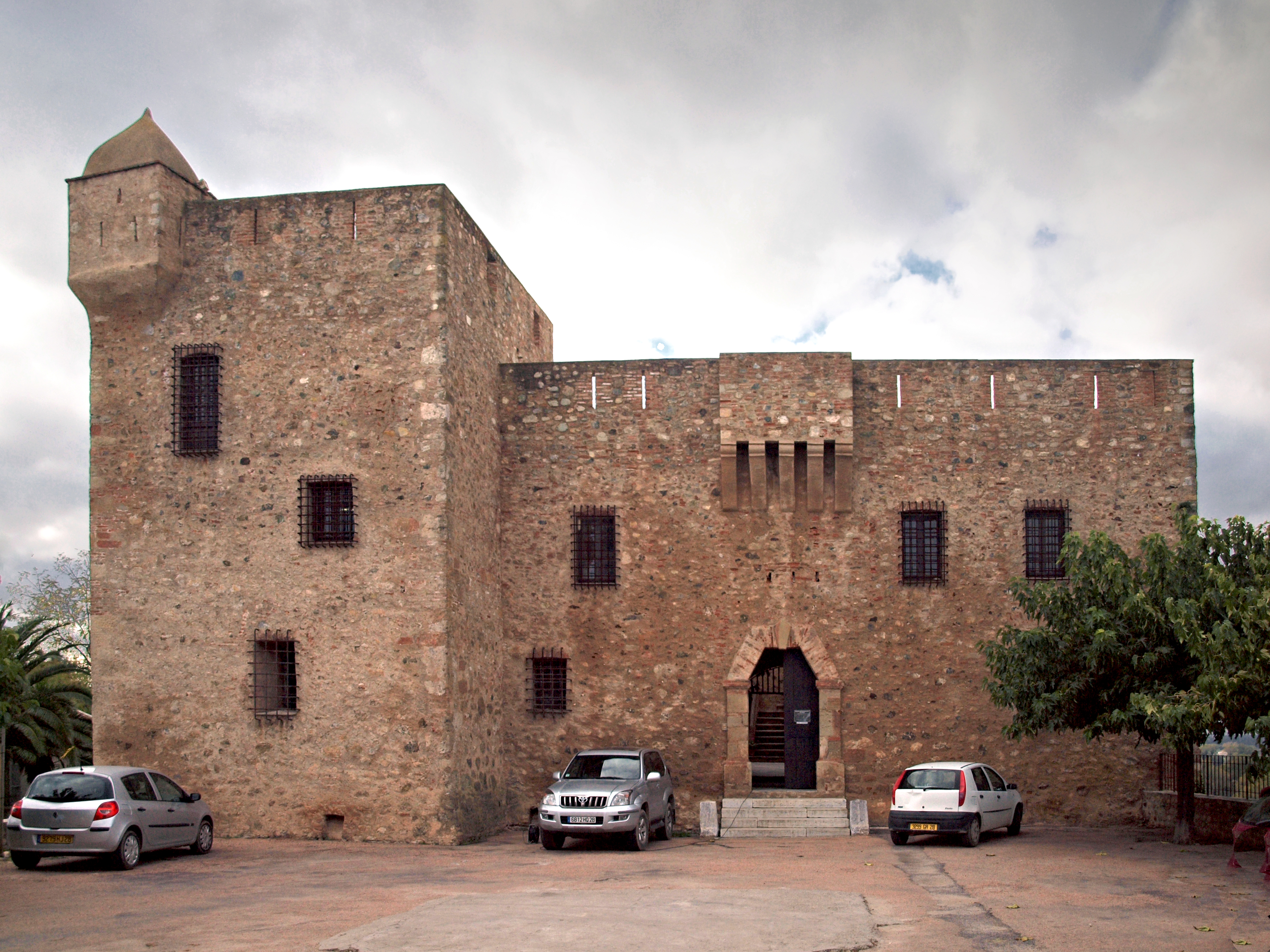
Fort de Matra.

Le fort se situe sur un éperon rocheux au nord du plateau d’Aléria et domine le fleuve Tavignanu et la plaine alentour. Construit vers 1484 par les Génois, il constituait un poste de garnison et de surveillance de la côte et des étangs, ainsi qu’un dépôt d’armes génois. C’est pourquoi il fut pillé par les insurgés lors de la révolte corse de 1729. Le 12 mars 1736, Théodore de Neuhoff, alors nommé roi de Corse, débarquant en Corse, y fut accueilli solennellement. Enfin, les Matra s’en servirent de point d’appui dans leur lutte contre le gouvernement de Pascal Paoli.
Le fort de Matra est classé Monument historique par arrêté du 12 octobre 1962.

#### Tour de Diana

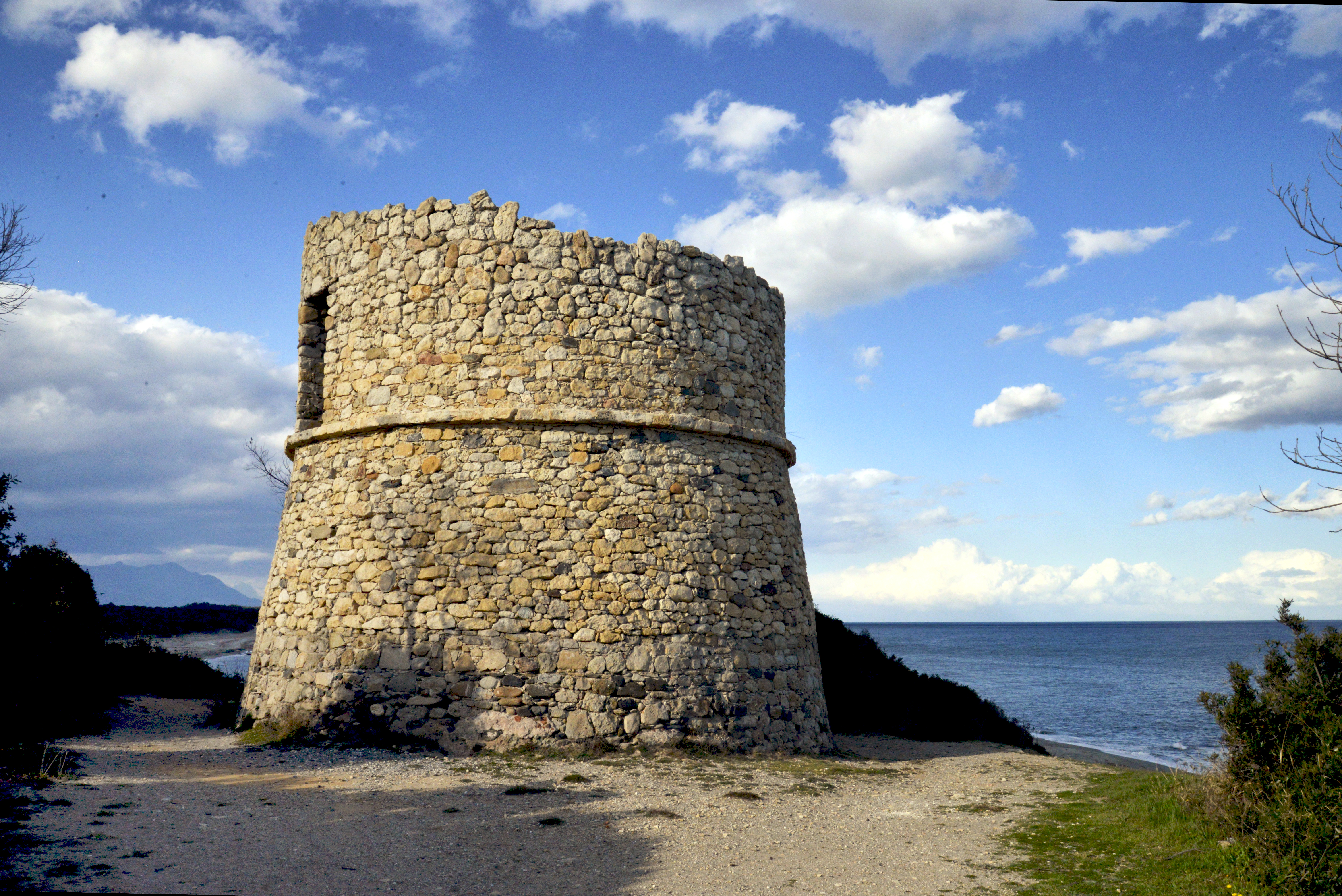
Tour de Diana.

Les vestiges de la tour de Diana, ancienne tour génoise construite afin de protéger la passe de l'étang de Diana, sont encore visibles entre la côte et l’étang de Diana. La tour a été récemment restaurée en partie et on peut y accéder par un sentier de promenade depuis la plage de Padulone ou une piste carrossable.

#### L’église Saint-Marcel

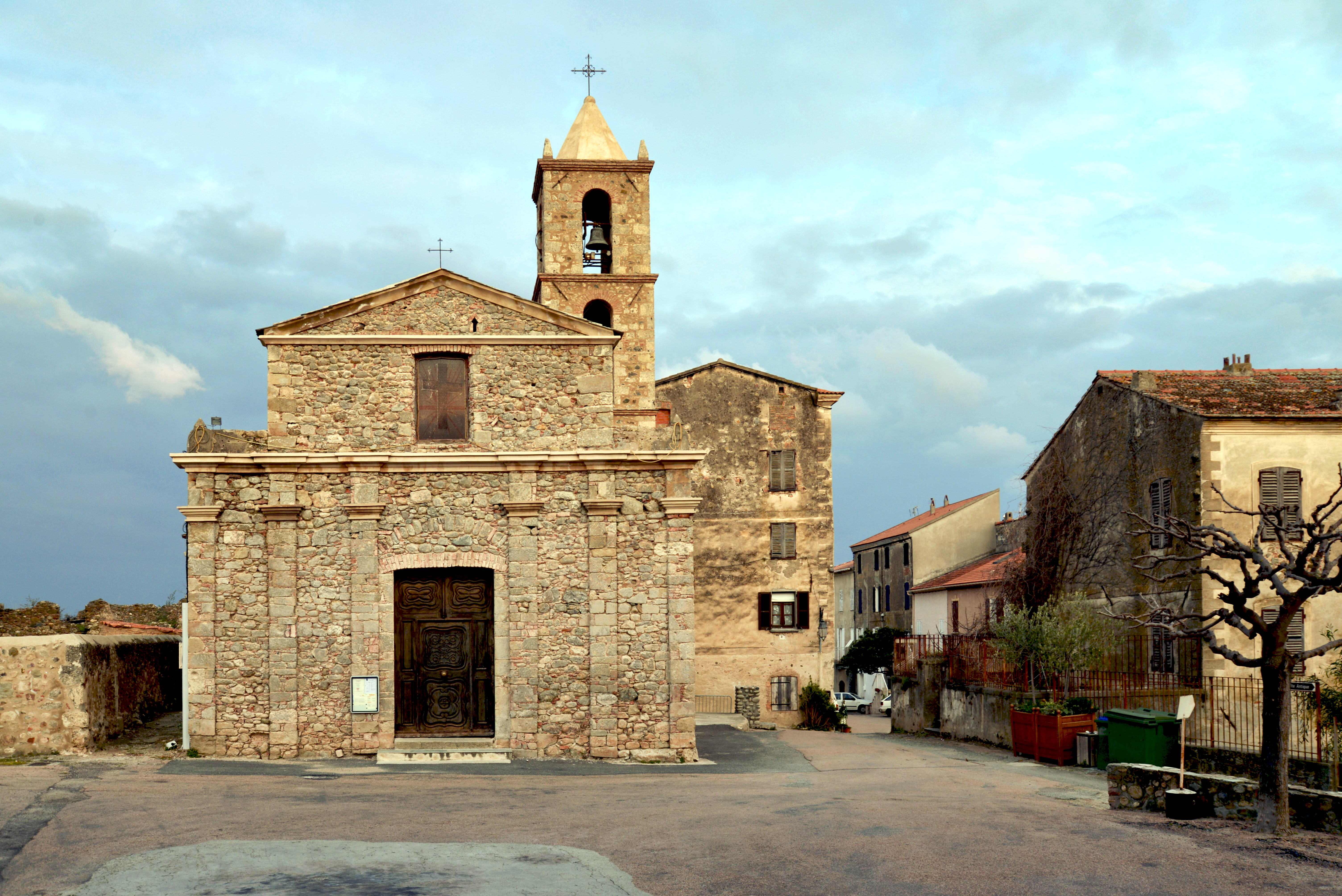
Église Saint-Marcel.

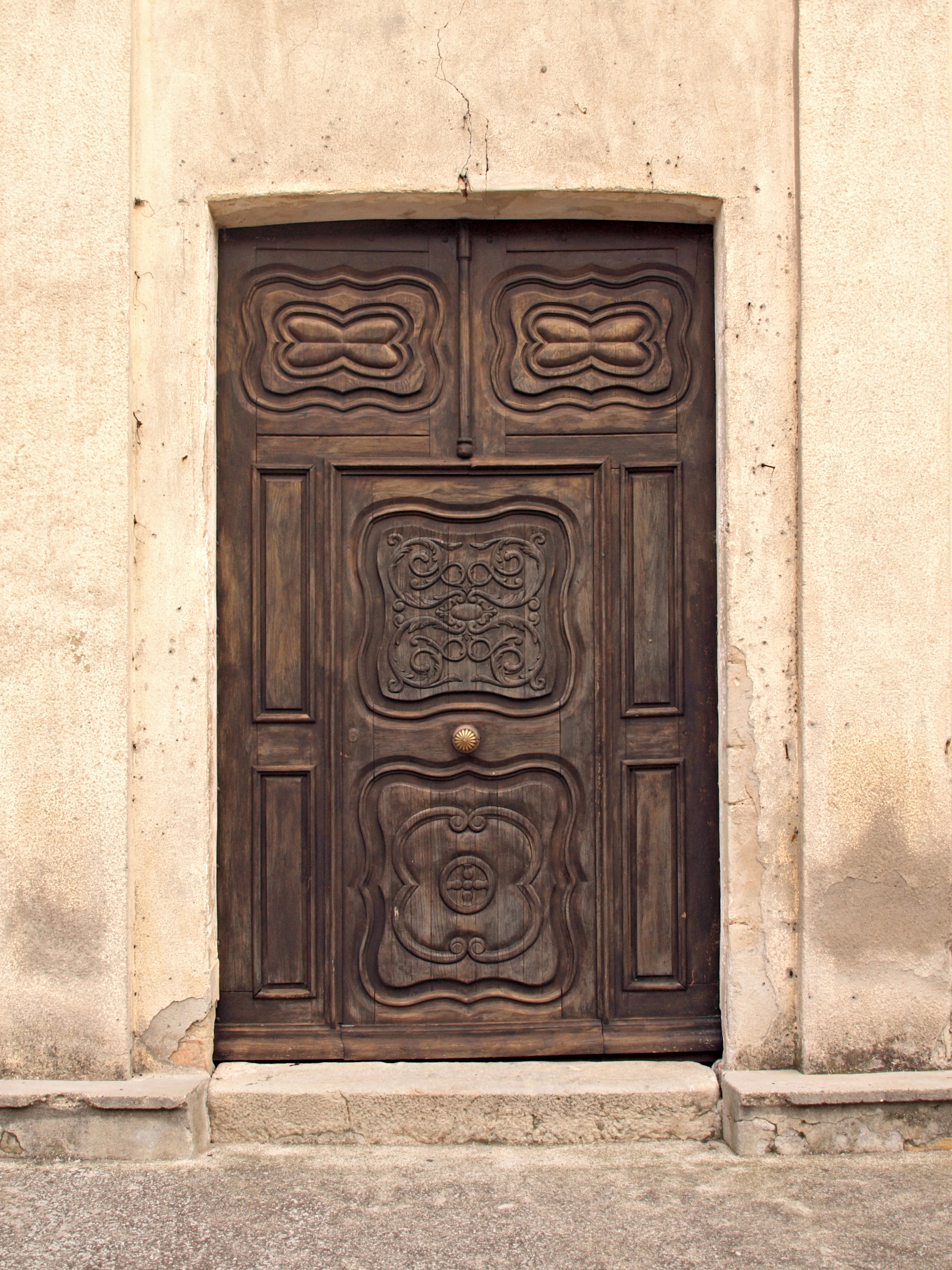
Porte de l'église Saint-Marcel.

L’église San Marcellu fut la première bâtie en Corse (au cours du Ier millénaire), la première cathédrale (?) du diocèse d'Aléria. Elle fut détruite puis reconstruite plusieurs fois, en réutilisant des pierres de la ville romaine.
L'église paroissiale Saint-Marcel est inscrite Monument historique par arrêté du 15 janvier 1987.
Elle recèle un tableau Saint Marcel entre deux martyrs, peinture à l'huile sur toile du XVIIe siècle. L'œuvre est classée Monument historique par arrêté du 23 octobre 1989.

### Patrimoine culturel

#### Musée départemental d'archéologie Jérôme-Carcopino
Le fort de Matra abrite aujourd’hui le Musée départemental d'archéologie Jérôme-Carcopino d’Aléria, relevant du conseil général de Haute-Corse. Le musée prend depuis 1969 le nom du savant corse Jérôme Carcopino, à l’origine de la reprise des fouilles sur le site antique. Près de 8 000 ans d’histoire sont exposés. Les objets les plus anciens datent du Ve siècle av. J.-C. et les plus récents du Ve siècle apr. J.-C. Les vestiges préhistoriques, les céramiques grecques, étrusques et romaines, les éléments de parure, les objets utilitaires et les armes qu’on y voit sont d’un grand intérêt archéologique pour la Corse antique.
Quelques-uns des objets qui y sont exposées :

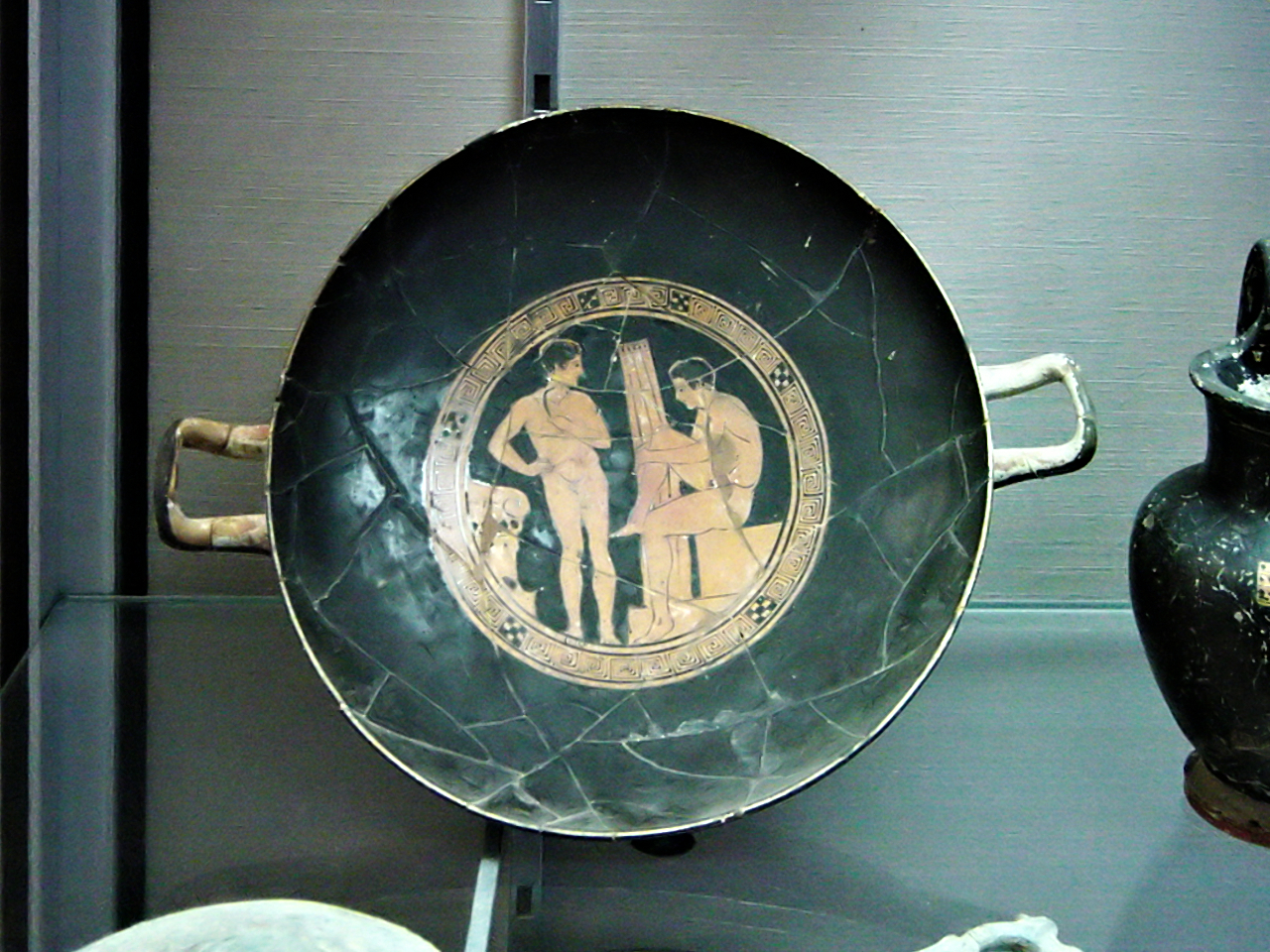
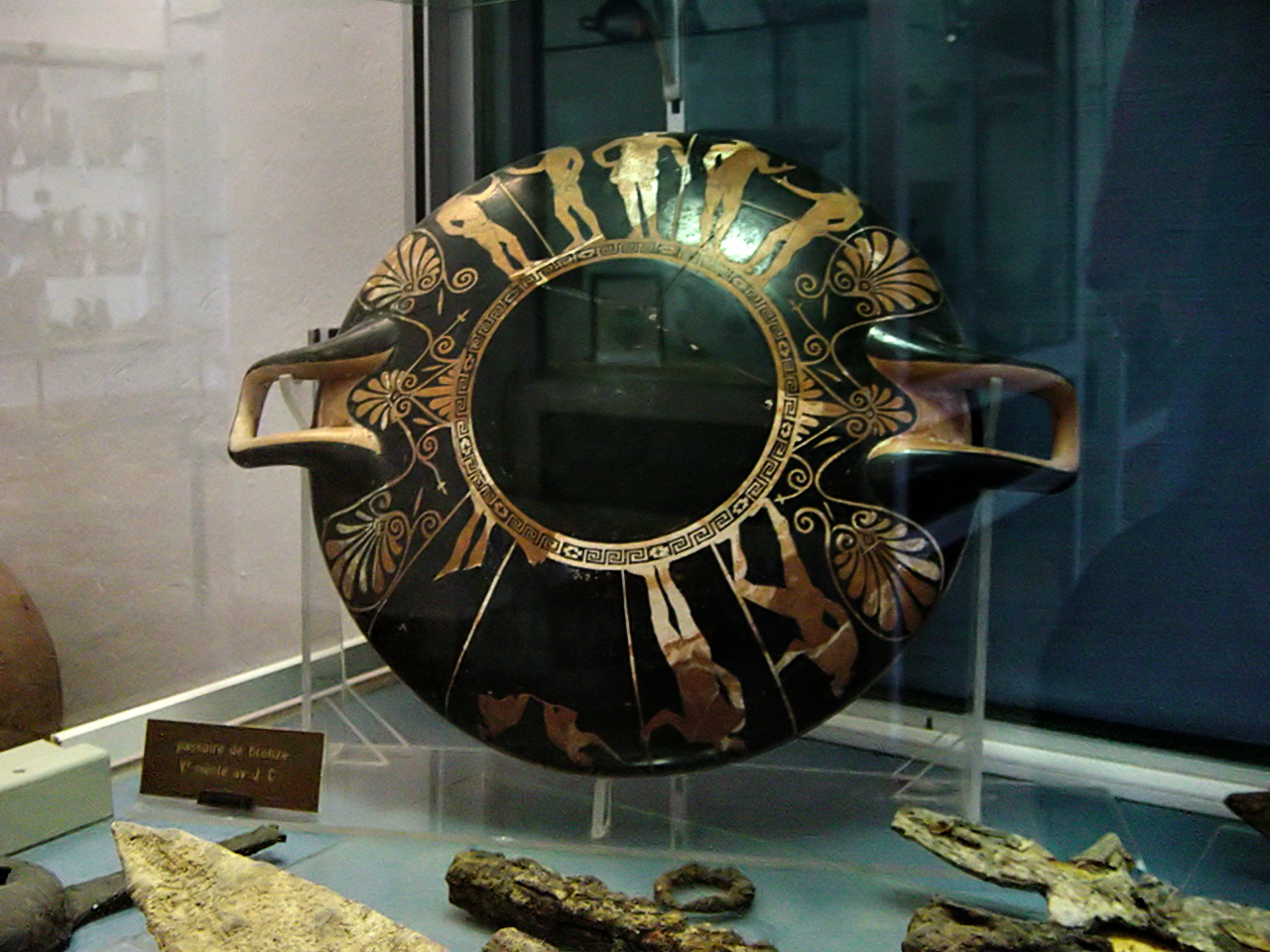
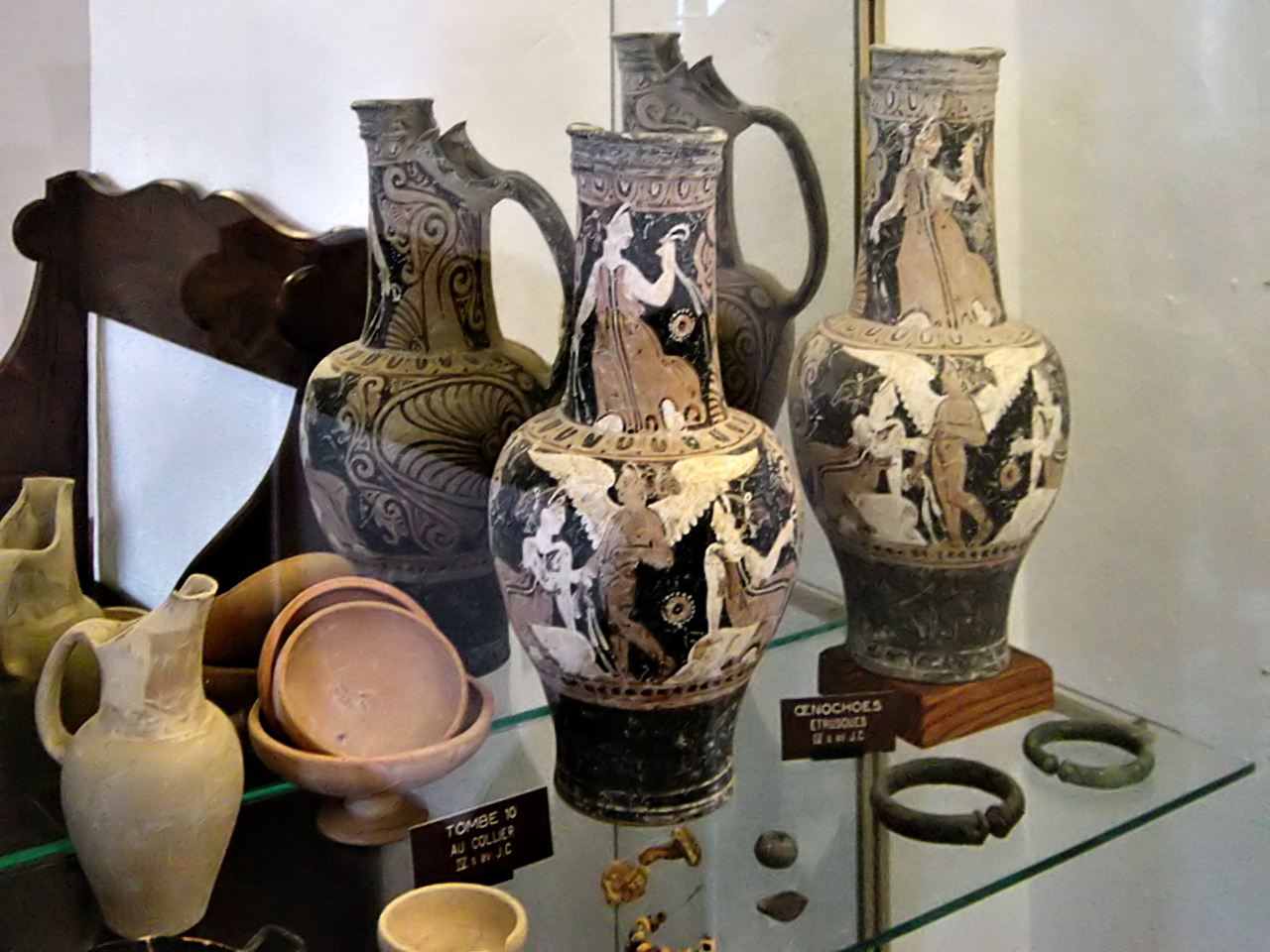
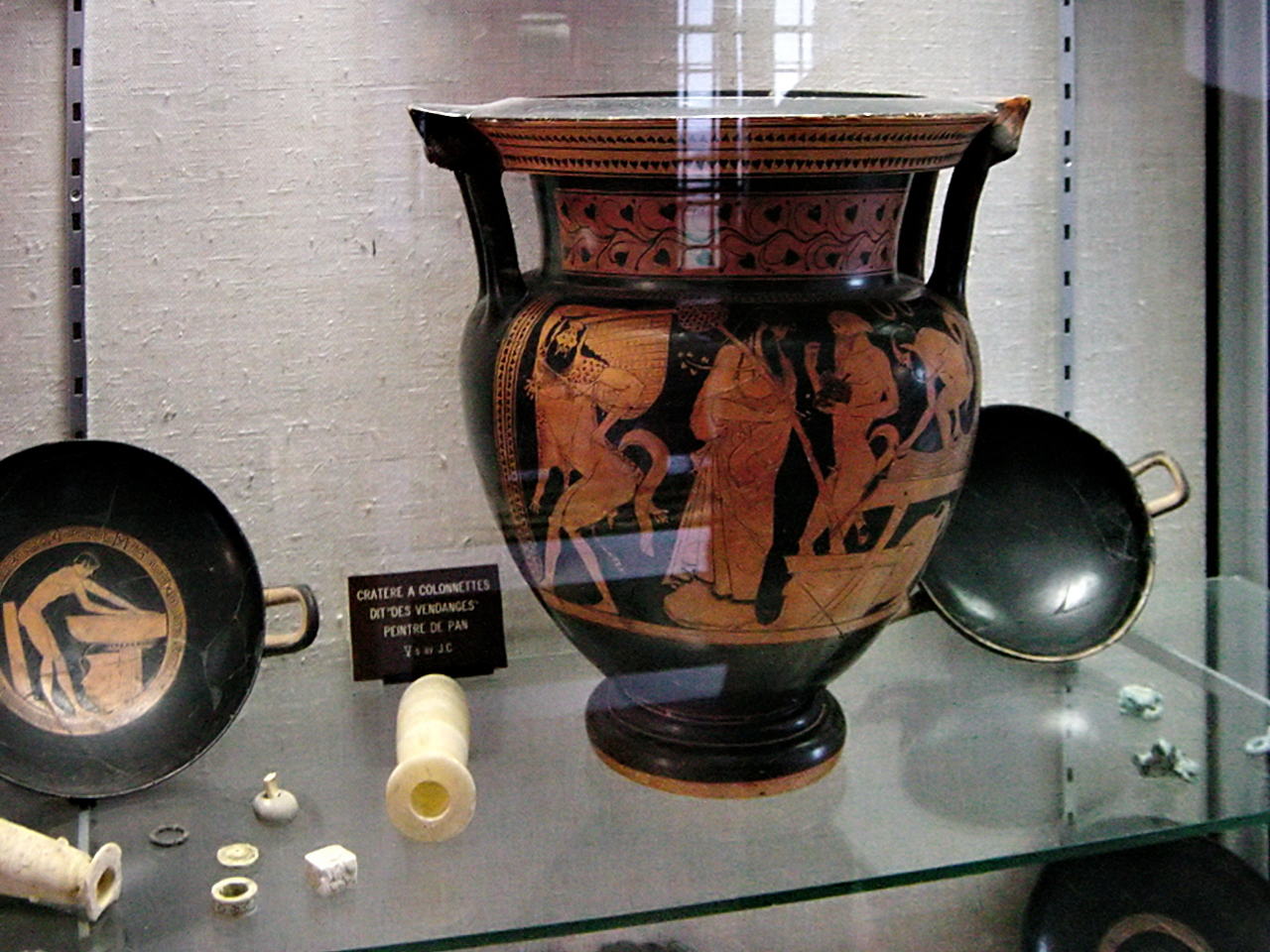

### Patrimoine naturel

#### Conservatoire du littoral
Del Sale
L'étang del Sale est un site naturel protégé au Sud-Est du village, séparé de la mer Tyrrhénienne par un cordon lagunaire long d'environ 3,2 km. Il est délimité au Nord par l'embouchure du Tavignano dans lequel il est ouvert, et au Sud par une ancienne station de pompage. Il est un ensemble de marais d'eau douce, d'une superficie de 280,298 6 ha. Il est situé entre des étangs plus importants : au Nord l'étang de Diane et au Sud l'étang d'Urbino et l'étang de Palo.
Cette zone humide est davantage une zone roselière qu'un étang ; il est d'une richesse ornithologique remarquable. L'avifaune nicheuse et hivernante est caractéristique des zones humides corses. Toutefois, en l'absence de vasières, les limicoles et grands échassiers restent discrets.
L'étang del Sale appartient au Conservatoire du littoral et est géré par le conseil général de Haute-Corse. Il est une réserve de chasse.

#### ZNIEFF
La commune est concernée par cinq zones naturelles d'intérêt écologique, faunistique et floristique de 2e génération.
Basse vallée du Tavignano
Dix communes se partagent cette zone d'une superficie de 1 057 ha qui s’étale le long du fleuve, depuis Aléria jusqu’au pont de Noceta. « La basse vallée du Tavignano est le seul endroit de Corse où l'Alose feinte se reproduit actuellement ; le fleuve abrite en outre la blennie fluviatile et de nombreux invertébrés macrobenthiques déterminants ».
Étang et zone humide de Diana
Situé au Sud de l'étang de Terrenzana, le site de Diane couvre une superficie de 684 ha. Il s'étend jusqu'à l'agglomération de Cateraggio au Nord de l'embouchure du Tavignano.
Embouchure du Tavignano et zones humides adjacentes
Cette zone humide de 266 ha est située entre l'étang de Diana au Nord et l'étang d'Urbino au Sud.
Étang et zone humide d'Urbino
Situé entre le domaine de Pinia au Sud et le domaine de Casabianda au Nord, le site concerne Aléria et Ghisonaccia. Il couvre une superficie de 888 ha.
Boisements et brousse littorale de Casabianda à Pinia
La zone d'une superficie de 888 ha s'étend depuis l'Est d'Aléria jusqu'au domaine de Pinia ; elle est bordée d'une plage qui s'étend sur près de 12,5 kilomètres et de 25 à 30 mètres de large.

#### Natura 2000
Site d'Intérêt Communautaire (Dir. Habitat)
Basse vallée du Tavignano
La Basse vallée du Tavignano abrite un SIC de la directive « Habitats, faune, flore », d'une superficie de 770 ha concernant sept communes : Aléria, Altiani, Antisanti, Erbajolo, Focicchia, Giuncaggio, Noceta, Piedicorte-di-Gaggio et Venaco. L'importance du site réside dans le fait qu'il est le seul endroit de Corse où l'Alose feinte se reproduit actuellement. S'y trouve également la plus grosse colonie de Corse de Murins à Oreilles échancrées (Myotis emarginatus (E. Geoffroy, 1806)) (annexe II) et plusieurs colonies importantes de Petits Rhinolophes. Le SIC est inscrit à l'Inventaire national du patrimoine naturel sous la fiche FR9400602 - Basse vallée du Tavignano.

#### Sites archéozoologiques et archéobotaniques
La commune possède deux sites archéologiques :
Aléria
Terrina IV

### Personnalités liées à la commune
- Mathieu De Angelis, (né à Nonza - † Bastia 1761), évêque d’Aléria (1750-1759). Il a écrit au pape pour dénoncer "l’empio de Paoli" et lui dire qu’en Corse il n’y a plus l’ombre de la religion.
- Ambroise Arrighi (d’Omessa), évêque d’Aleria (1412-1464).
- Ottavio Belmosto (Venzolasca v. 1560 - † Roma 1618), évêque d’Aléria (1590-1608), cardinal (1616-1618).
- Jérôme Carcopino, historien de renom international, et ancien ministre de Vichy, a favorisé l'étude et la protection du site antique d'Aleria.
- Petrus Cyrnæus (Felce d’Alisgiani 1447 -† Aléria 1506 ?). Historien, auteur de De Rebus Corsicis.
- Dionysius De Dionysiis (né à Perelli d’Alesani v. 1620). Chanoine d’Aléria. Poète, il a publié: Illustrium vivorum... (1638) et Rime toscane (1668).
- Alexandre Grassi (Cervioni 1836 - †1916), Sous-préfet (1883-1901). Études corses (1862-1880). Il a publié : « Aléria, étude historique et archéologique ».
- Jean-Joseph-Marie de Guernes (Chambon, diocèse de Limoges 1725 - Pise 1798). Évêque d’Aléria à Cervione (1770-1791). Premier évêque français nommé en Corse.
- Charles-Antoine Peretti della Rocca (Levie 1750 - †1815). Vicaire général d’Aléria. Député du clergé à la Constituante (1789).
- Jean Jehasse, archéologue, initiateur des fouilles de la ville antique d'Aleria et de la nécropole pré-romaine.
- Laurence Jehasse, archéologue, co-directrice des fouilles de la ville antique d'Aléria et de la nécropole pré-romaine, directrice du musée d'Aléria de 1967 à 1978.
- Alexandre Sauli, (Milan 1534 - † Pavie 1592), a été évêque d'Aléria. Reconnu comme saint par l'Église catholique romaine en 1741, canonisé en 1904, il est le patron de la ville de Cervione et fêté le 11 octobre.
- Michel Franceschi, général 2S (né en 1930). Historien spécialiste de la période napoléonienne. Auteur de nombreux ouvrages.

#### Bande dessinée
- Frédéric Bertocchini et Michel Espinosa (couleurs de Nuria Sayago), Aleria 1975, tome 1 Escrocs, fora !, éditions DCL, 2014, 46 p.
- Frédéric Bertocchini et Michel Espinosa (couleurs de Nuria Sayago), Aleria 1975, tome 2 Dernière sommation !, éditions DCL, 2015, 46 p.
- Frédéric Bertocchini et Michel Espinosa (couleurs de Nuria Sayago), Aleria 1975, L'Intégrale, éditions DCL, 2015, 108 p.